# Fantôme
Pour les articles homonymes, voir Fantôme (homonymie).

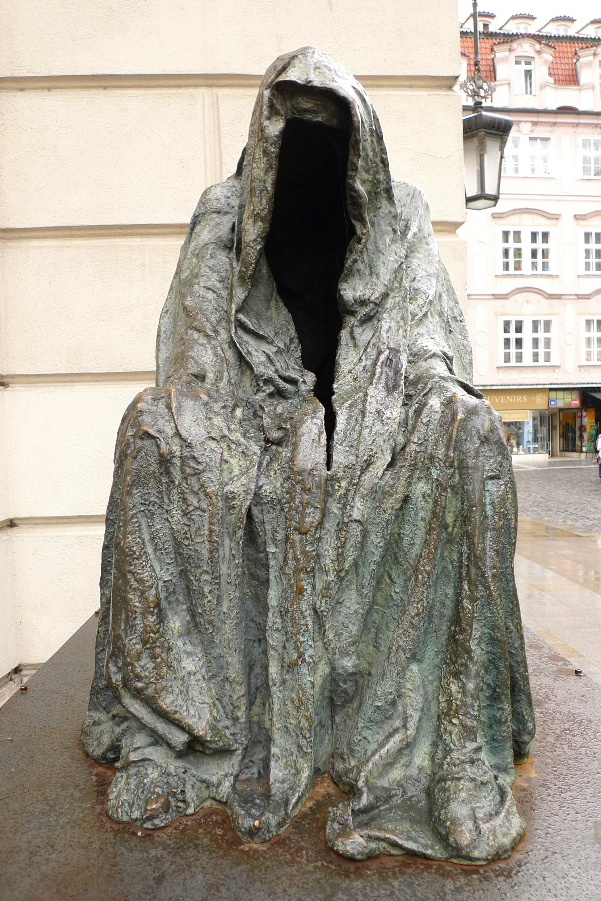
La statue du commandeur d'Anna Chromý à l'entrée du théâtre des États à Prague où eut lieu la première représentation de Don Giovanni en 1787.

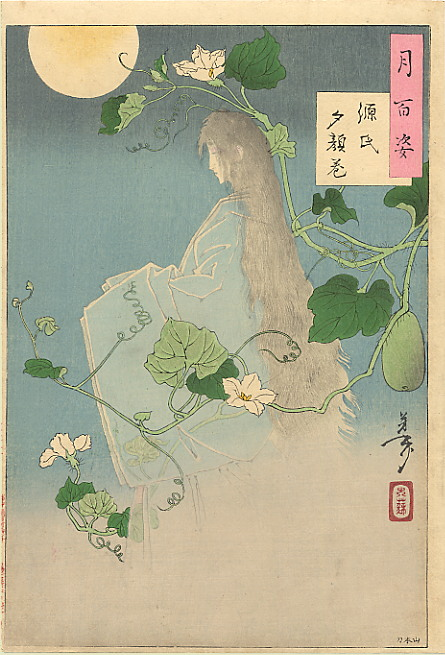
Le fantôme par Yoshitoshi (1886).

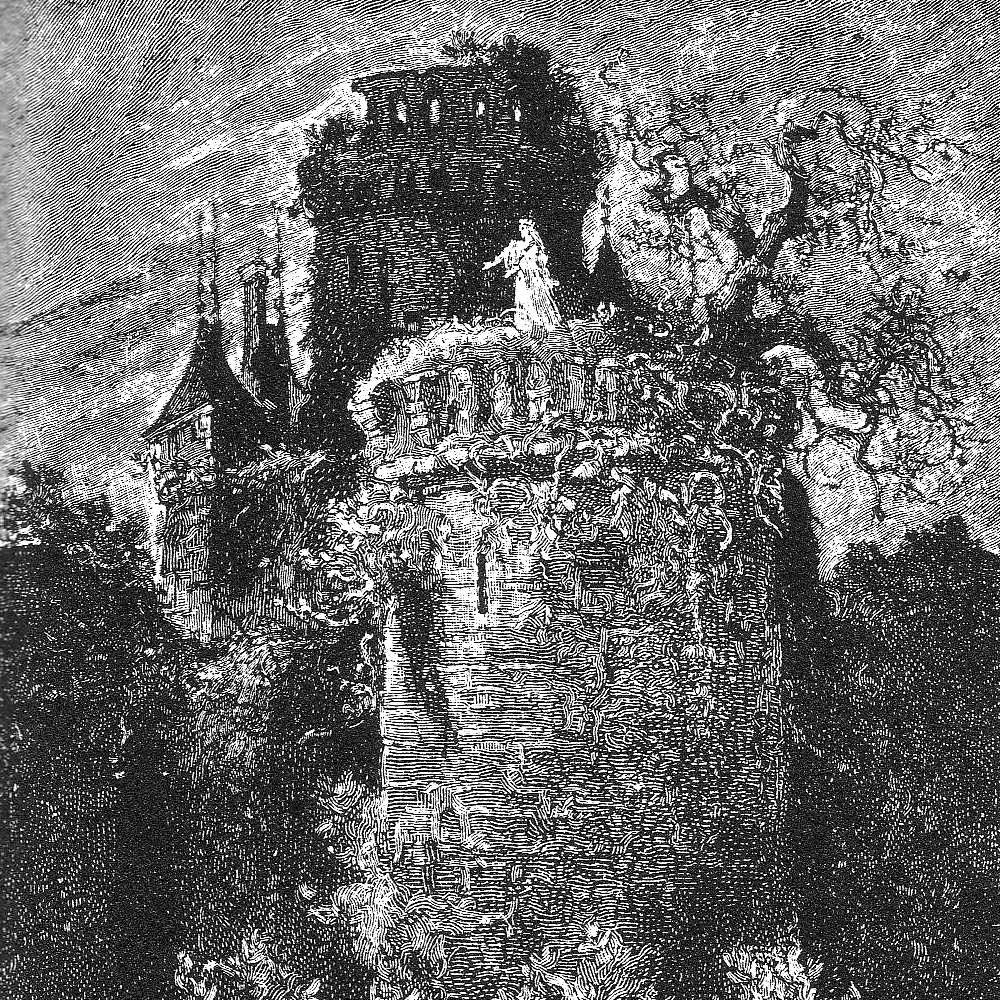
Dame blanche au sommet d'une tour. Illustration par Léon Benett du roman Le Château des Carpathes de Jules Verne paru en 1892.

Un fantôme est une apparition, une vision ou une illusion, interprétée comme une manifestation surnaturelle d'une personne décédée.
Les fantômes sont également appelés revenants, spectres ou, plus rarement, ombres. Toutefois les termes ne sont pas rigoureusement synonymes : un revenant est l'apparition d'un mort connu, dans une apparence identique à celle qu'il avait de son vivant et qui se comporte comme un vivant, tandis qu'un fantôme est une image floue, lumineuse, brumeuse et inconsistante, qui paraît flotter au-dessus du sol,.
Les fantômes peuvent prendre un nom spécifique en raison de leurs origines et de leurs caractéristiques, tels les lémures romains ou les wilis slaves. On qualifie souvent de « fantôme » le phénomène connu sous le nom de poltergeist, ou « esprit frappeur », qui se manifeste par des bruits et des déplacements inexplicables d'objets, et qui est généralement lié à la présence d'un enfant perturbé, mais n'implique pas de lien avec un défunt.
Le terme « fantôme » est fréquemment associé à d'autres formes d'apparitions, telles qu'auto-stoppeuse fantôme, vaisseau fantôme ou dirigeable fantôme. Par extension, le terme est souvent ajouté à des noms de choses matérielles abandonnées (ville fantôme, stations fantômes du métro de Paris), disparues (membre fantôme, île fantôme), ou échappant à la perception directe (cabinet fantôme, énergie fantôme, alimentation fantôme), clandestines (détenus fantômes). Dans les archives et les bibliothèques, on laisse une « fiche fantôme » à la place d'un document retiré d'un fonds jusqu'à son retour.

## Étymologie
Le nom « fantôme » dérive du grec ancien φάντασμα / phántasma, transcrit en phantasma en latin. Il a été ensuite repris d'une version méridionale fantauma, pour se fixer en fantosme au XIIe siècle, puis ultérieurement en fantôme par transposition classique du sens. Ses origines sont identiques à celles de fantasme. Il désigne initialement une illusion avant de prendre, en 1165, son sens courant actuel.

## Apparence
Selon le professeur Charles Richet : « les fantômes, sauf de rarissimes apparitions d’animaux, ont une forme humaine, vêtus des vêtements qu’ils portaient à l’époque de leur vie terrestre. Tantôt ils ont l’apparence parfaite de la vie, tantôt ils sont transparents et nuageux comme des ombres ; généralement ils semblent entrer par une porte, et poursuivre leur route jusqu’à une autre chambre, où ils disparaissent. Souvent ils naissent à l’improviste et se résolvent en vapeur, en passant à travers les murs et les portes closes. Tantôt ils marchent, tantôt ils sont comme suspendus dans l’air. L’arrivée du fantôme se révèle presque toujours par un vague sentiment d’horreur, la sensation d’une présence, coïncidant avec un souffle glacé : presque toujours ils semblent être totalement indifférents aux personnes vivantes qui sont là à les regarder. Parfois ils se livrent à quelque occupation domestique, parfois ils font des gestes désespérés. On observe de grandes différences dans leur allure. »
La tradition voudrait que les apparitions soient vêtues de blanc, au motif probable que les défunts reviennent, assez logiquement, enveloppés dans le linceul dans lequel ils ont été inhumés. En fait, toutes les tenues ou presque sont recensées, à l'exception notoire de la nudité qui est rarissime. Les revenants revêtent le plus souvent le costume qu'ils portaient habituellement de leur vivant. Pour expliquer ce fait, Frank Podmore, membre du comité directeur de la Society for Psychical Research  britannique (SPR), a avancé que les apparitions, n'existant que dans l'esprit du visionnaire, celui-ci leur faisait porter la tenue qui lui paraissait convenir au personnage.
L'image classique du fantôme traînant des chaînes est due à l'antique description de Pline le jeune (voir ci-dessous) et ne figure pratiquement jamais dans les récits ultérieurs. Le linceul blanc n'est apparu dans l'iconographie médiévale qu'à partir du XIIIe siècle et s'est répandu au XIVe siècle.

## Croyance aux fantômes
Selon divers sondages effectués dans le monde depuis 1980, il apparaît que la croyance à l'existence des fantômes est largement répandue dans la population, tout en variant fortement selon les pays : 13 % en France (2000), 21 % au Québec (2001), 50 % chez les Chinois de Hong Kong (1981), 51 % aux États-Unis (2009) (18 % disent en avoir déjà rencontré), 52 % au Royaume-Uni (2013).
Un sondage réalisé en 1991 chez les jeunes français âgés de 8 à 16 ans indiquait que 16 % estimaient « que les fantômes peuvent exister ». Dans certains pays, tel la Thaïlande, la croyance aux fantômes est quasi générale. Il semble que l'opinion de nombre de personnes pourrait se résumer à la savoureuse réponse de Madame du Deffand : « Est-ce que je crois aux fantômes ? Non, mais j'en ai peur ! ».

## Origines

### Dualité et retour de morts

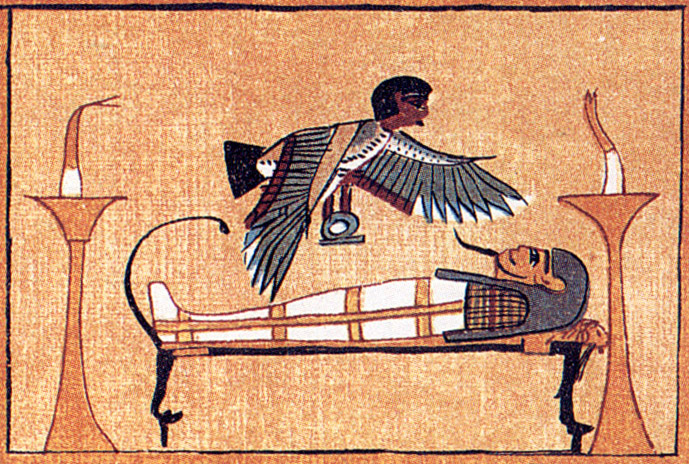
L'âme (bâ) au-dessus d'une momie égyptienne.
Illustration du Papyrus d'Ani.

La plupart des traditions, des religions et des philosophies considèrent que l'être humain est composé d'un corps mortel et d'une âme immortelle ou encore, d'un corps, d'un esprit et d'une âme. L'Égypte antique avait une conception de l'être beaucoup plus complexe, mais distinguait entre autres le corps (djet) et l'âme (bâ). On retrouve une pensée analogue dans la plupart des civilisations du monde, avec des liens plus ou moins établis entre les notions d'âme, d'esprit, d'ombre ou de double,.
Le thème de morts revenant hanter les vivants est aussi ancien qu'universel. Le bâ égyptien possède la faculté de se manifester sur le plan terrestre pour venger le défunt.

### Racines antiques

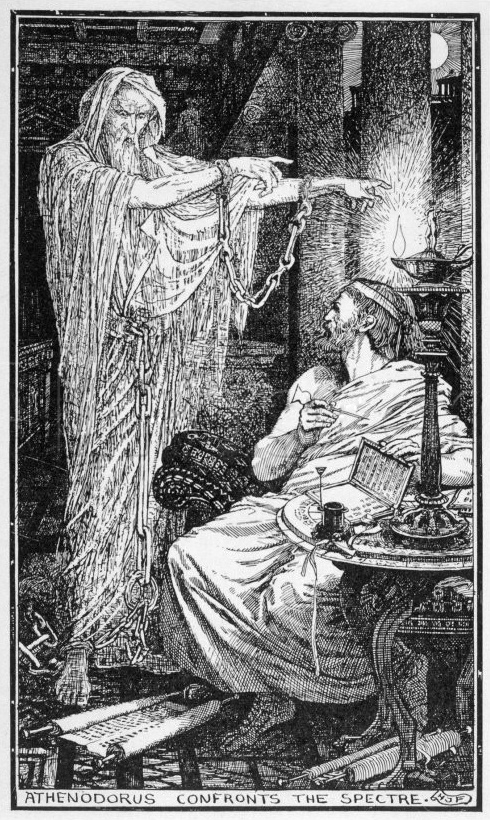
Athénodore et son Fantôme
Gravure d'Henry Justice Ford, vers 1900.

En 2021, le docteur Irving Finkel, conservateur du département du Moyen-Orient au British museum, a déchiffré une tablette d'argile datant d'il y a 35 siècles, acquise par le musée au XIXe siècle. Au recto, on voit une femme entravée tirée par un jeune homme, qui serait son jeune amant, chargé de la guider dans l'au-delà. Au verso, en écriture cunéiforme, figurent des rituels et des incantations censées permettre de libérer son fantôme. Pour le docteur Finkel, les Babyloniens estimaient que les défunts risquaient de revenir hanter les vivants s'ils n'avaient pas été inhumés en suivant les rituels appropriés,.
En Occident, on trouve la trace du mythe des fantômes dès l'Antiquité : Ulysse dialogue avec eux dans le chant XI de l'Odyssée à la fin du VIIIe siècle av. J.-C., et ils ont un rôle dans les tragédies Électre et Ajax, écrites par Sophocle au IVe siècle av. J.-C. : « Je vois bien que nous ne sommes, nous tous qui vivons ici, rien de plus que des fantômes ou que des ombres légères. »
Un des plus anciens récits concret qui nous soit parvenu, est dû à Pline le Jeune (61-114). Pour demander son avis à son ami Sura sur l'existence des fantômes, il relate dans une de ses Lettres l'incident survenu au philosophe Athénodore le Cananite, dans une maison qu'il venait de louer à très bon marché car elle était hantée par un terrible spectre qui faisait fuir ses habitants : « dans le silence de la nuit, on entendait un froissement de fers, et, en écoutant avec attention, le retentissement de chaînes agitées. Le bruit semblait d'abord venir de loin, et ensuite s'approcher ; bientôt apparaissait le spectre : c'était un vieillard maigre et hideux, à la barbe longue, aux cheveux hérissés; ses pieds et ses mains étaient chargés de fers qu'il secouait. »
Athénodore s'installe dans la maison et attend l'arrivée du fantôme. Celui-ci ne tarde pas à se manifester bruyamment et l'invite à le suivre : « le fantôme marchait d'un pas lent ; il semblait accablé par le poids des chaînes. Arrivé dans la cour de la maison, il s'évanouit tout à coup aux yeux du philosophe. Celui-ci marque le lieu où il a disparu par un amas d'herbes et de feuilles. Le lendemain, il va trouver les magistrats et leur demande de faire fouiller en cet endroit. On trouve des ossements encore enlacés dans des chaînes, le corps, consumé par le temps et par la terre, n'avait laissé aux fers que ces restes nus et dépouillés. On les rassemble, on les ensevelit publiquement et, après ces derniers devoirs, le mort ne troubla plus le repos de la maison. »
Hantises et apparitions sont des évènements qui sont signalés en tous temps et en tous lieux, non seulement chez les Grecs et les Romains de l'Antiquité, mais aussi dans toute l'Europe médiévale, et ce jusqu'à nos jours.

## Typologie
Malgré les propositions du chercheur britannique Hylary Evens, il n'existe pas de classification universellement reconnue des apparitions fantomatiques. On peut toutefois en distinguer les principales catégories. Dans le système de classification de Vallée, les poltergeists sont des « anomalies à effets physiques » de type AN-II, tandis que les fantômes sont des « entités » relevant du type AN-III.

### Poltergeists

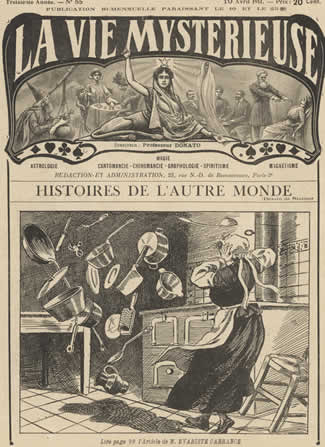
Représentation de la manifestation d'un poltergeist en 1911.

Les poltergeists, ou esprit frappeurs, sont souvent qualifiés de « fantômes », bien qu'ils constituent une catégorie particulière. « On regroupe traditionnellement toutes ces manifestations sous le terme générique de petite hantise, qui diffère de la grande en ce quelle exclut les apparitions, les revenants, les fantômes. ».
Il s'agit essentiellement de mouvements d'objets inexplicables, de jets de pierres, de bruits sans cause physique apparente, de perturbations des appareillages électriques, de lumières, de départs de feux, etc. Les apparitions de formes floues sont très rares, ainsi que la référence possible à un ou plusieurs défunts. Ces phénomènes seraient le plus souvent liés à la présence d'un ou d'une adolescent(e) perturbé(e).[pas clair]
La Parapsychological Association qui regroupe des chercheurs issus de divers continents donne des informations sur ce phénomène.

### Revenants
Claude Lecouteux distingue les « vrais » revenants, défunts qui décident délibérément de revenir pour diverses raisons, par opposition aux « faux » revenants, constitués par des morts dont la présence semble perdurer quelque temps après leur décès, comme s'ils n'arrivaient pas à disparaître définitivement, ou bien tirés de l'au-delà pour défendre leur sépulture ou répondre à un appel de nécromancie.

#### Vrais revenants
Pour Xavier Yvanoff, « le revenant est un mort qui apparaît revêtu de son enveloppe corporelle. Il est rarement anonyme. C'est un mort que l'on a connu au village et qui « revient » en chair et en os pour se présenter devant les vivants, le plus souvent à l'endroit où il a vécu. Physiquement, il possède le même corps qu'un vivant. C'est parfois à s'y méprendre et sa pâleur supposée est une idée fausse. » On peut a priori classer dans cette catégorie les Auto-stoppeuses fantômes, si toutefois elles ne sont pas seulement légendaires, qui paraissent suffisamment réelles pour être prises en stop par des automobilistes abusés.

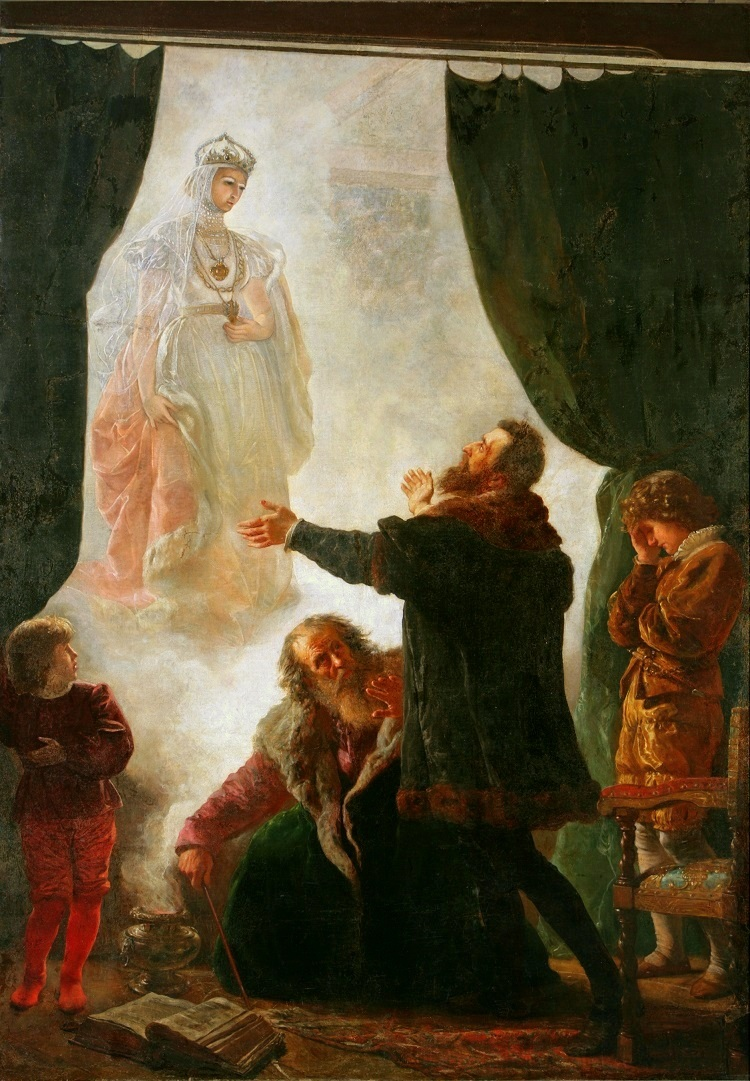
Le spectre de Barbara Radziwiłł répondant à l'invocation de Pan Twardowski
Tableau de Wojciech Gerson.

#### Faux revenants
Selon plusieurs récits légendaires du Moyen Âge, il arrive que des morts récents se manifestent et semblent refuser de se laisser mener au tombeau. Selon une tradition largement partagée, les morts « habitent » leurs tombeaux et il est malvenu de les y déranger. Il arrive que le défunt manifeste lui-même son mécontentement et menace l'intrus de l'amener à le rejoindre.
Une autre catégorie concerne les défunts qui sont contraints de revenir parmi les vivants à cause d'opérations de nécromancie. Dans son roman Métamorphoses écrit au IIe siècle, Apulée fait le récit d'un prophète égyptien qui fait revenir un cadavre à la vie : « Il y a ici un Égyptien nommé Zatchlas, prophète du premier ordre. Dès longtemps il s'est engagé avec moi, au prix d'une somme considérable, à évoquer temporairement une âme du fond des enfers, et à lui faire animer de nouveau le corps qu'elle aurait quitté. » « Un léger soulèvement se manifeste vers la poitrine du mort, son pouls recommence à battre, ses poumons à jouer ; le cadavre se met sur son séant ; la voix du jeune homme se fait entendre : J'avais déjà bu l'eau du Léthé, dit-il, et presque franchi les marais du Styx. Pourquoi me rengager dans les tristes devoirs de cette vie éphémère ? Cessez, cessez, de grâce, et me rendez à mon repos. Ainsi parla le cadavre. »
Selon une ancienne légende polonaise du XVIe siècle, un sorcier du nom de Pan Twardowski qui, tel Faust, aurait vendu son âme au diable en échange de pouvoirs surnaturels, réalisa l'apparition de la défunte reine de Pologne Barbara Radziwiłł à la demande de son époux, le roi Sigismond II.

#### Ectoplasmes
Le spiritisme est considéré comme une forme contemporaine d'invocation de l'esprit des défunts et, à ce titre, l'héritier d'une tradition de nécromancie qui remonte à l'Antiquité. Les communications se font par l'intermédiaire d'un ou plusieurs médiums et à l'aide de diverses techniques telles que la psychographie directe et indirecte. Ces communications se doivent d'être sérieuses et utiles à son prochain, la « philosophie spirite » rejette catégoriquement tout ce « spiritisme spectacle » qui est le propre de prestidigitateurs recherchant la célébrité en utilisant le spiritisme alors en vogue à l'époque.
En effet, vers la fin du XIXe siècle, se développe de plus en plus la prestidigitation de music-hall et de nombreux illusionnistes profitent de la mode du spiritisme pour se faire « un nom » et devenir célèbres. Parmi ces différentes pseudo-manifestations de « spiritisme spectacle », on pouvait voir la prétendue matérialisation d'une substance, de nature indéterminée appelée ectoplasme, qui pouvait prendre des formes variées, censées représenter la manifestation d'un défunt. À l’évidence, les apparitions des supposés revenants ectoplasmiques étaient souvent constituées de morceaux de gaze ou de tissus légers entourant des photographies ou des dessins. Beaucoup de pseudo-médium ont été surpris en pleine fraude manifeste, comme Florence Cook qui réussissait à provoquer, par trucage, la manifestation d'un ectoplasme extrêmement réaliste, on pouvait le toucher et même lui prendre le pouls, appelé « Katie King », qui n'était autre que Florence Cook elle-même déguisée.
Les ectoplasmes se distinguent fondamentalement des fantômes dans la mesure où, exclusivement émis par le corps du médium, ils n'ont aucune autonomie, et disparaissent dès sa sortie de transe.

### Dames blanches

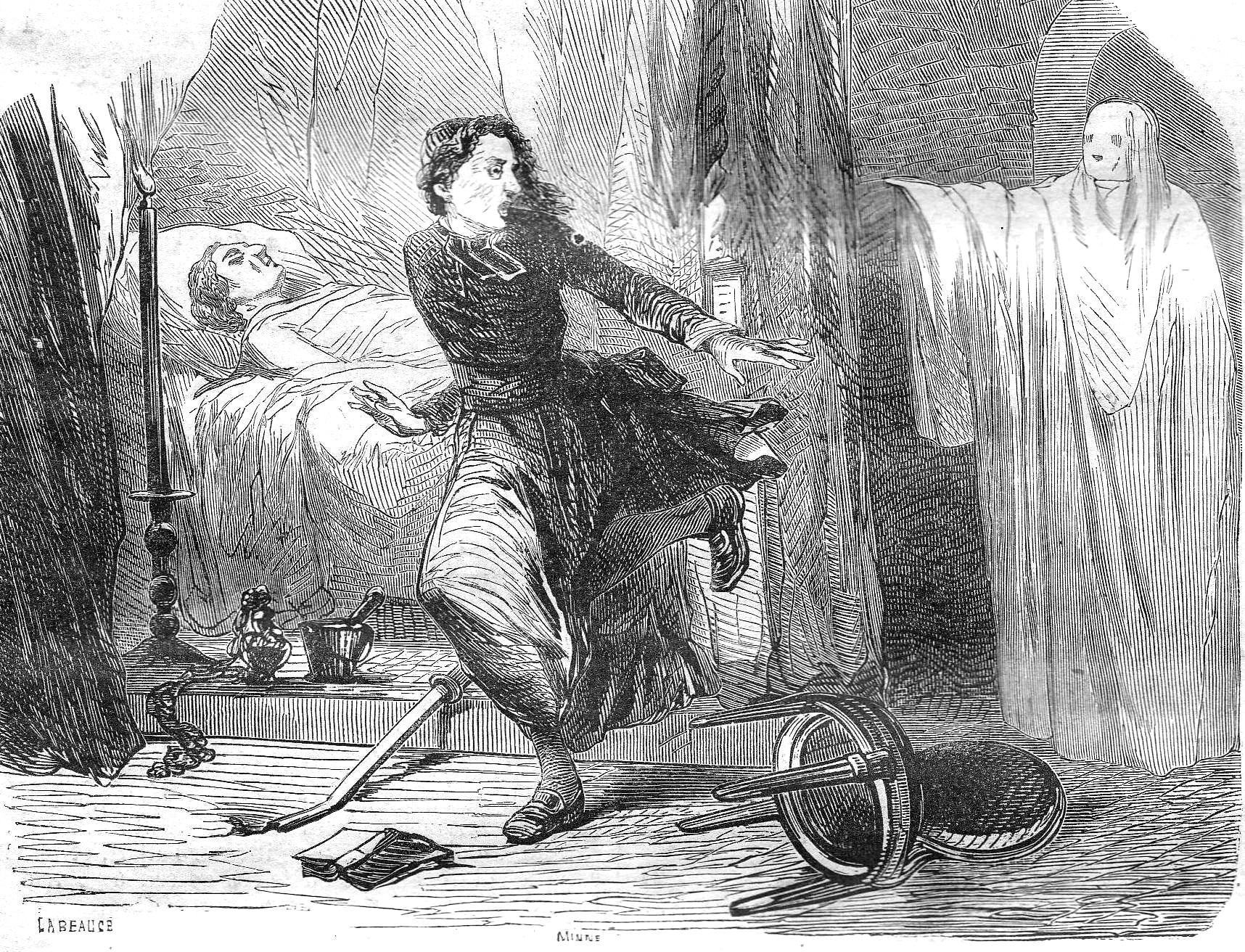
Apparition d'une dame blanche au chevet d'un mourant.

Parmi les différentes sortes de dames blanches, certaines entrent incontestablement dans la catégorie des fantômes. Ce sont :
- les dames blanches annonciatrices d'événements généralement funestes ou, plus rarement, heureux ;
- les lavandières de la nuit, souvent considérées comme des revenantes condamnées à expier leurs fautes passées ;
- les auto-stoppeuses fantôme, qui sont le plus souvent les spectres de jeunes femmes décédées d'un accident de la route.

### Apparitions de crise
Dans certaines circonstances particulièrement dramatiques, telles que l'accident ou l'agonie d'une personne, il arriverait parfois que son fantôme apparaisse instantanément à ses proches. Dans une étude publiée en Angleterre en 1886 et portant sur 17 000 personnes, les chercheurs posaient comme hypothèse qu'il s'agissait d'un message télépathique, émis involontairement par la victime, et reçu par le destinataire sous la forme d'une hallucination.
Dans une lettre adressée à Camille Flammarion en 1896, le jeune compositeur André Bloch relate, qu'alors que lui et sa mère séjournaient à Rome, cette dernière vit apparaître à côté d'elle son jeune neveu René Kraemer, âgé de 14 ans, qui la regardait en riant tout en lui disant : « mais oui, je suis bien mort ». De retour à Paris quinze jours plus tard, ils eurent la confirmation de la nouvelle de son décès qui s'était produit au moment précis de la vision.

### Fantômes de vivants
C'est le titre original anglais (Phantasms of the Living) d'un ouvrage, rédigé en 1886 et paru en France en 1891 sous le titre modifié « Les hallucinations télépathiques », rédigé par Frederic Myers et Edmund Gurney, avec la participation de Frank Podmore, tous trois membres de la Society for Psychical Research anglaise.
Il arrive parfois, qu'en dehors de tout motif grave, des individus apparaissent à leurs proches, ou dans des lieux qui leur sont familiers, tout en étant physiquement à des distances considérables. Une telle aventure est survenue à Goethe : un jour qu'il se promenait sur une route avec un ami, il eut la surprise de rencontrer un autre ami du nom de Frédéric. Il l'interpella, mais celui-ci disparut sans répondre. De retour à son domicile, Goethe eut la surprise d'y trouver ledit Frédéric qui, assoupit, lui dit avoir rêvé leur rencontre sur la route.
Ce phénomène de dédoublement est connu sous le nom de bilocation lorsqu'il concerne des mystiques, des bienheureux ou des saint tel le Padre Pio. Pour les ésotéristes, il pourrait s'agir de cas de dédoublement astral, le corps astral étant perçu exceptionnellement par des tiers.

### Vision de son propre double
Un autre phénomène consiste en la vision de son propre corps sous la forme d'un double fantomatique fréquemment transparent. Cette hallucination est connue sous le nom allemand de Doppelgänger et est considérée en neurologie comme un phénomène autoscopique. Il semble que ce soit une expérience de ce type que relate Guy de Maupassant dans sa nouvelle Lui ?, présentée comme une lettre à un ami.

### Armées fantômes
De nombreuses légendes circulent au sujet de prétendues armées de fantômes, se manifestant sur des champs de bataille ou des lieux au passé historique :
- deux mois après la bataille de Edgehill (octobre 1642), divers témoins, dont des officiers du roi, affirmèrent avoir vu durant la nuit, à plusieurs reprises, les armées rejouer la bataille dans le ciel ;
- en 1915 se développa la légende des Anges de Mons, selon laquelle un groupe d'anges serait apparu aux soldats de l'armée britannique à la fin de la bataille de Mons en Belgique. Son origine est une nouvelle intitulée The Bowmen (Les archers), de l'écrivain fantastique Arthur Machen, publiée en septembre 1914 dans le quotidien London Evening News, qui est devenue le support d'une rumeur colportant qu'il s'agissait de faits réels ;
- Dans les années 1930, à Cadbury Hill, colline fortifiée située dans le Somerset, dans le Sud de l’Angleterre, et résidence possible d'un site d'un des chevaliers de la Table ronde, un jeune couple aurait assisté au défilé d'une troupe de cavaliers armés, s'éclairant avec des torches, qui disparurent subitement ;
- Dans la nuit du 2 janvier 1950, une conductrice fut victime d'un accident sur les rives d'un loch écossais. En terminant sa route à pied, elle vit des hommes vêtus de tuniques et de collants, tourner en rond à la lueur de torches. Une enquête ultérieure de la Society for Psychical Research conclut qu'elle avait peut-être assisté à la recherche des morts Pictes à l'issue de la bataille de Nechtansmere[41].

### Fantômes d'animaux

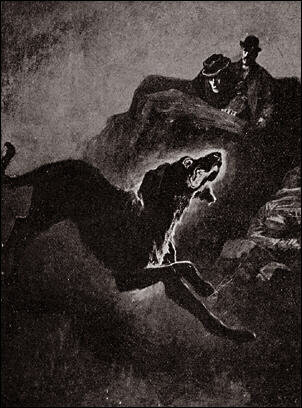
Illustration de Sidney Paget pour un tirage du Chien des Baskerville.

Dans ses Mémoires d'outre-tombe, Chateaubriand fait état d'un chat noir qui hanterait l'escalier d'une tour du château de Combourg, appelée de ce fait « la tour du chat ». En 1876, lors de travaux de restauration, on découvrit dans un mur les restes desséchés d'un chat, probablement emmuré vivant au Moyen Âge pour conjurer le mauvais sort, selon les coutumes de l'époque.
Le folklore anglo-saxon est riche en légendes concernant des fantômes de chiens noirs, presque toujours malveillants. C'est une d'elles, provenant du Dartmoor, qui aurait inspiré à Arthur Conan Doyle son roman Le Chien des Baskerville.
Dans un de ses ouvrages, Jean Prieur relate une douzaine de témoignages de la manifestation post-mortem d'animaux familiers. Dans un de ceux-ci, une chienne sauvage nommée Polka se laissait caresser et nourrir par une famille, mais repartait ensuite loger dans une carrière au fond d'un bois. Un jour, la chienne disparut et l'on apprit qu'elle avait été gravement blessée par une voiture à la suite de quoi elle était probablement partie agoniser dans un fourré. Toutefois les trois membres de la famille continuèrent à entendre des gémissements et des grattements à leur porte sans voir l'animal. Intrigués, ils se rendirent à sa cachette habituelle et la découvrirent morte depuis plusieurs jours, avec auprès d'elle trois chiots nouveau-nés, dont un vivait encore.
Ernest Bozzano, dans son livre Les phénomènes métapsychiques chez les animaux, relate 130 cas de manifestations surnaturelles liées à des chiens, des chats ou des chevaux. Parmi tous ces cas, nombreuses sont les apparitions de fantômes d'animaux, ou de fantômes détectés par ceux-ci. Ce dernier cas est très intéressant, selon lui, car il permet d'écarter toute subjectivité ou hallucination humaine dans la détection du fantôme.
Toujours selon Ernest Bozzano, dans son livre Les phénomènes de hantise, il recense neuf cas de fantômes d'animaux, tout en notant :
« on comprendra que les fantômes d’animaux présentent rarement la même valeur probante que ceux d’êtres humains, soit parce qu’on peut plus difficilement les séparer des fantômes purement hallucinatoires, soit parce qu’il n’est pas toujours facile d’exclure que les percipients se soient trompés, en prenant des animaux vivants pour des fantômes d’animaux. » Pour mémoire, on peut citer également les chasses fantastiques qui associent les fantômes des composantes classiques des chasses à courre : cavaliers, chevaux et meutes de chiens.

### Moyens de transport
Il existe de nombreux récits relatant des phénomènes de hantise, réels ou légendaires, survenus à bord de bateaux, de trains, d'avions et même de sous-marins. Mais il arrive aussi parfois que ce soit les véhicules eux-mêmes qui se comportent comme des fantômes.

#### Vaisseaux fantômes
Un vaisseau fantôme est un navire maudit qui, selon la légende, est condamné à errer sur les océans, conduit par un équipage de squelettes et de fantômes. Le plus célèbre des vaisseaux fantômes est le Hollandais volant, jadis appelé quelquefois Le voltigeur hollandais, également connu sous les noms anglais The Flying Dutchman ou allemand Der fliegende Holländer, ce dernier étant le titre original du premier des dix opéras majeurs de Richard Wagner.
Il en existe d'autres, tels le Vaisseau fantôme de la baie des Chaleurs au Canada ou le Caleuche, vaisseau fantôme appartenant au folklore de l'archipel des îles Chiloé au Chili ou encore le Princess Augusta près de l'île américaine de Block Island, près de New York aux États-Unis.
On connaît aussi de nombreuses traditions, notamment celtiques, concernant des barques peuplées de défunts.

#### Trains fantômes

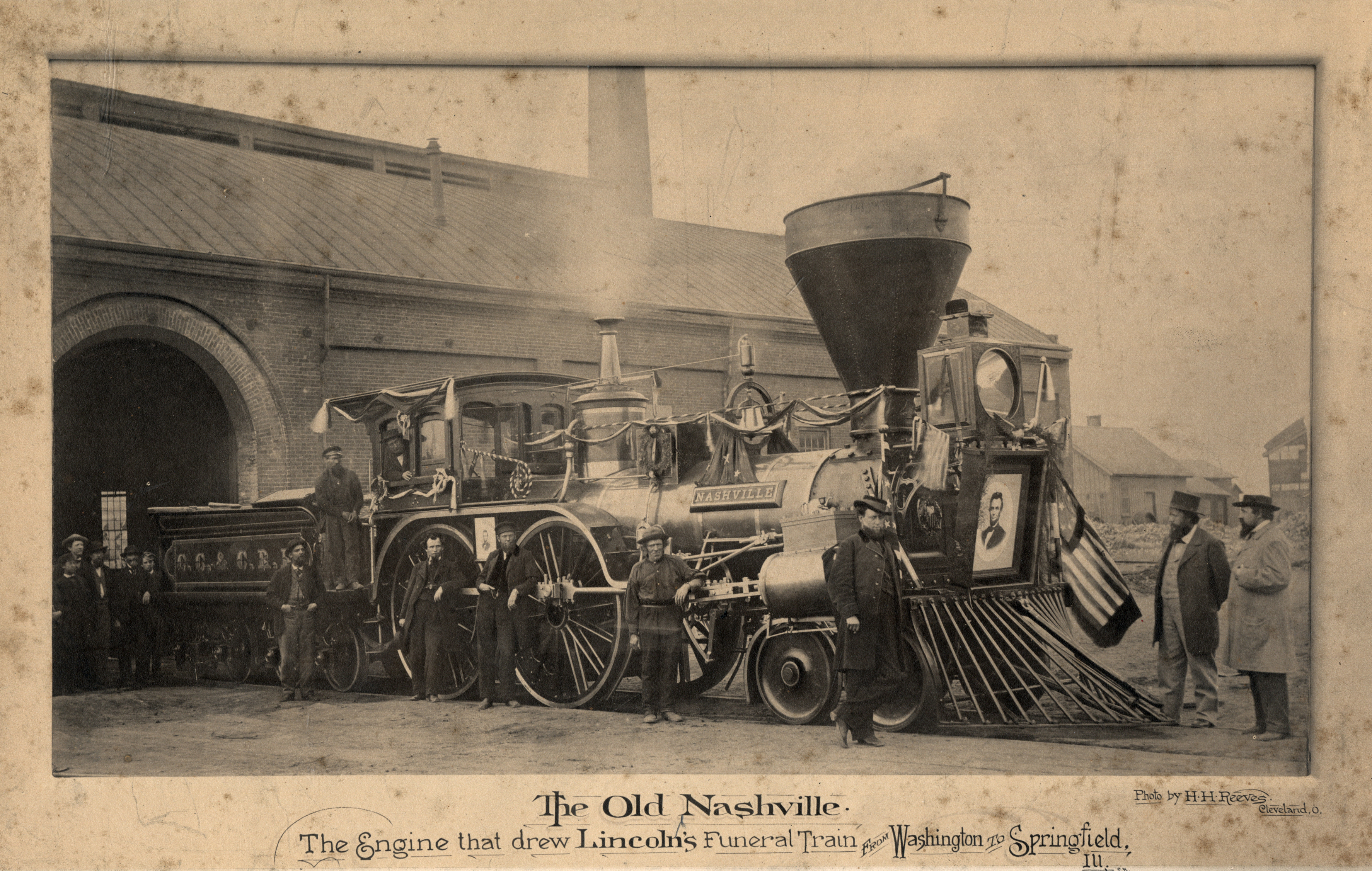
Train mortuaire d'Abraham Lincoln.

Les trains fantômes ne sont pas uniquement des attractions de fête foraine. Plusieurs légendes rapportent la présence d'« authentiques » trains spectraux.
À la suite de la grande émotion populaire suscitée par l'assassinat du président Abraham Lincoln en 1865, sa dépouille mortelle fut transportée jusqu'à sa sépulture, située dans l'Illinois, à bord d'un train spécial drapé de noir qui fit un très long détour pour qu'un grand nombre de personnes, massées sur son passage, puissent lui rendre un dernier hommage. Depuis lors, la légende court qu'on peut parfois le voir passer, surtout la nuit ; il ne s'arrête pas dans les gares qu'il traverse, mais les horloges stoppent à sa venue,. Une description en a été publiée dans le journal Albany Time : « il passe sans un bruit. S'il y a un clair de Lune, des nuages viennent couvrir la Lune pendant que le train fantôme suit sa route. Après le passage de la locomotive, le train funèbre défile lui-même, avec drapeaux et banderoles. La voie semble couverte d'un tapis noir et le cercueil est visible au centre de la voiture, tandis que tout autour de lui, dans les airs et dans le train derrière, se trouvent un grand nombre d'hommes en bleu, certains avec des cercueils sur le dos, d'autres s'appuyant dessus. »
Dans la nuit du 28 décembre 1879, eut lieu la catastrophe ferroviaire du pont sur le Tay. Au cours d'une terrible tempête, le train de nuit reliant Édimbourg à Dundee dérailla en passant sur le très long pont surplombant le fleuve Tay en Écosse, entraînant la chute de 13 travées. Il n'y eut aucun survivant parmi les 75 passagers. Peu de temps après le drame, on prétendit que de nombreux fantômes hantaient les alentours. Le pont fut reconstruit en 1887 et le trafic ferroviaire fut rétabli mais, un 28 décembre quelques années plus tard, on observa le passage à vive allure d'un train non programmé qui disparut une fois arrivé au milieu du pont.

#### Avions fantômes
Les sites où se sont produits la chute d'avions victimes de catastrophes aériennes seraient parfois survolés par des appareils fantômes. Après la fin de la Seconde Guerre mondiale, un spitfire qui avait été abattu pendant les hostilités, aurait été souvent vu au-dessus du terrain d'aviation de Biggin Hill près de Londres, ancienne base de la Royal Air Force. Par les nuits d'orage, un avion fantôme survolerait la ville de Weybridge dans le Surrey en Angleterre, lieu où il s'est abattu durant une tempête en 1965.

#### Autobus fantôme

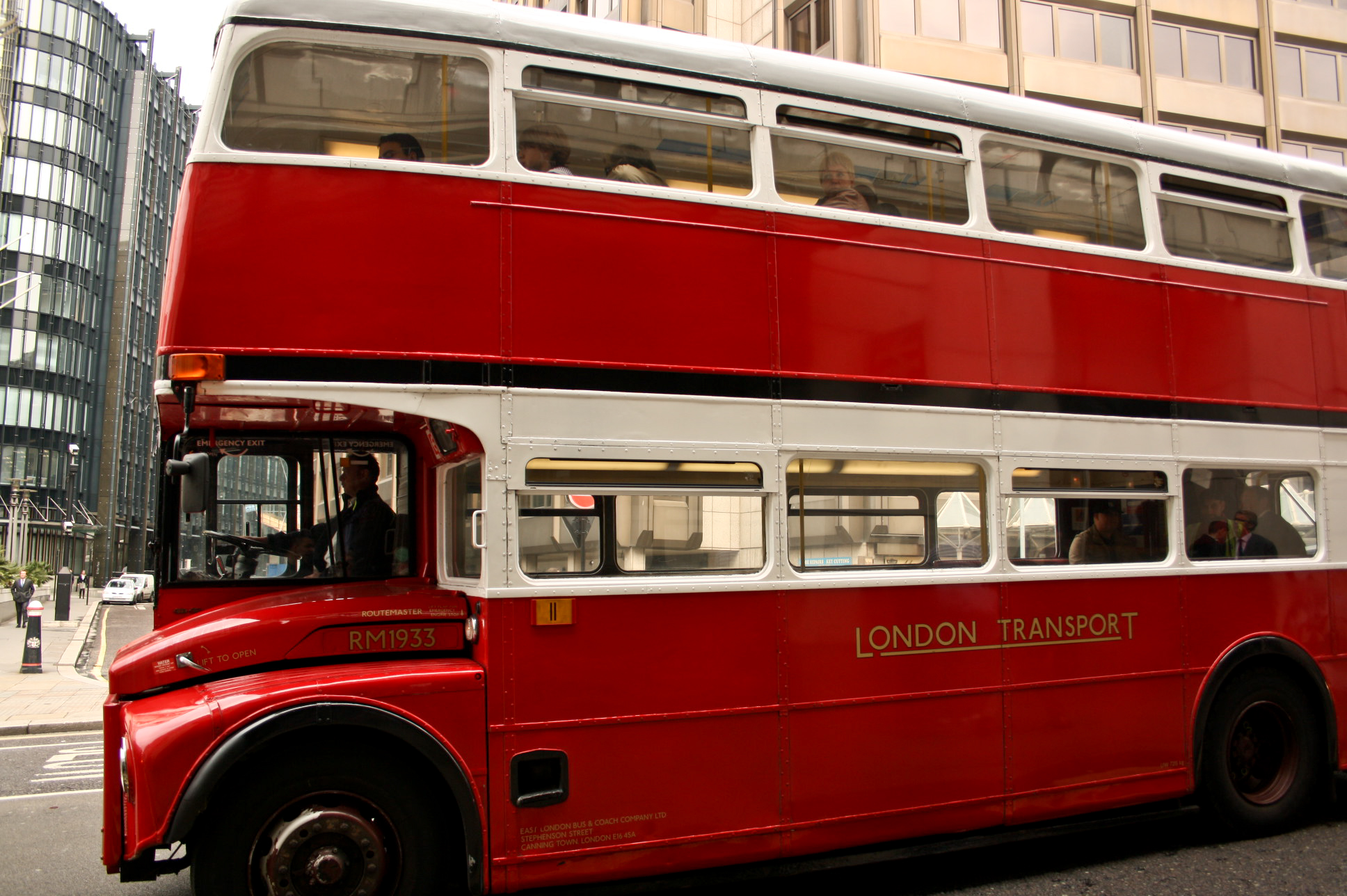
Bus londonien des années 1930.

Dans les années 1930 à Londres, un des célèbres bus rouge à impériale, portant le No 7, aurait provoqué de nombreux accrochages et au moins un accident mortel. Tôt le matin, il fonçait sur les automobilistes, au carrefour de Saint Mark's Road et de Cambridge Gardens, près la station de métro de Ladbroke Grove, avant de disparaître mystérieusement. Le phénomène aurait disparu rapidement après que les autorités eurent rectifié le tracé du carrefour,.

## Témoignages et preuves matérielles
La presque totalité des apparitions de fantômes ne sont connues que par les récits du ou des témoins, souvent repris d'ouvrage en ouvrage sans vérification. Dans nombre de cas, le récit est tenu d'un tiers, comme l'indique très honnêtement Pline le Jeune dans son célèbre récit : « Cette histoire, je la crois sur la foi d'autrui. ». D'ailleurs Pline semble n'être guère convaincu, car le récit s’insère dans la question qu'il pose à son ami sur le sujet : 

« Je voudrais donc bien savoir si vous pensez que les fantômes sont quelque chose de réel, s'ils ont une forme qui leur soit propre, si vous leur attribuez une puissance divine, ou si ce ne sont que de vaines images qui tracent dans une imagination troublée par la crainte. »

De ce fait, la preuve de leur authenticité est problématique. Certaines histoires relèvent clairement du folklore ou de la légende, sans que l'origine du mythe puisse être connue. Pour d'autres, la qualité des témoins suggère que leur récit est recevable, tout en tenant compte des possibilités d'illusions ou d'hallucinations. S'y ajoutent les dérèglements psychologiques et psychiatriques, les inventions, les canulars et autres supercheries.

Nombre de témoignages ont été transmis par des lettres de prétendus témoins ou de proches des narrateurs. La quasi-totalité des nombreux exemples cités par Camille Flammarion dans ses ouvrages sur les manifestations post-mortem sont tirés des milliers de lettres reçues sans vérification. Comme l'indique Anne Jaffé, disciple de Jung : 

« Ces lettres ne peuvent pas, en elles-mêmes, être considérées comme contributions à la science [sic] de la parapsychologie telle qu'elle est pratiquée aujourd'hui. »

### Photographies
Si des photographes, tel l'anglais Simon Marsden, se sont spécialisés dans la photographie de lieux sinistres et/ou réputés hantés, les photographies des fantômes eux-mêmes sont très rares et controversées.

#### Photographies célèbres
Le plus célèbre cliché de revenant a été pris le 19 septembre 1936, dans le grand escalier du château de Raynham Hall dans le Norfolk, par deux photographes du magazine Country Life, Captain Provand et Indre Shira. La silhouette, surnommée The Brown Lady (La Demoiselle brune), pourrait être celle de Lady Dorothy Townshend, épouse de Charles Townshend, propriétaire de Raynham Hall au début du XVIIe siècle.
Depuis ce jour, même si plusieurs photographies sont troublantes, telle celle réalisée en 2010 par Kevin Horkin dans les ruines du château de Gwrych au Pays-de-Galles,, aucune n'est considérée comme authentique, les risques de trucage ou d'anomalie involontaire explicable étant considérables.
Célébrité n'est pas synonyme d'authenticité. Dans les années 1990, l'abbaye de Mortemer fut au cœur de l'actualité paranormale lorsqu'une journaliste du nom de Muriel Motte prétendit avoir photographié, à plusieurs reprises, la silhouette d'un spectre hantant les ruines la nuit. En fait, il s'agissait de la photographie floutée des restes du clocher de l'abbatiale éclairés par un projecteur.

#### Origines possibles des images de fantômes

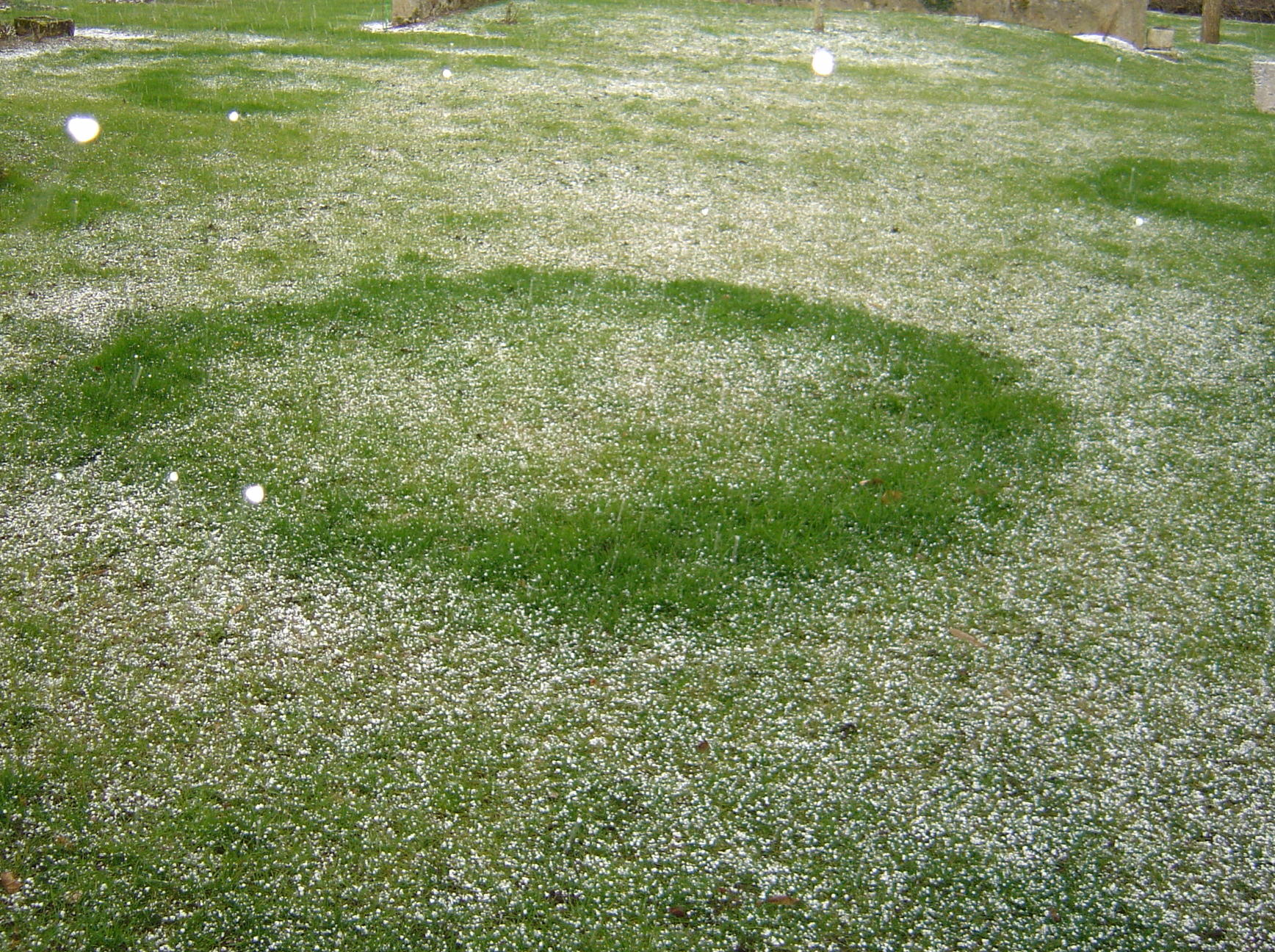
Orbes au-dessus d'un rond de sorcières, en fait des flocons de neige.

Dans la plupart des cas, lorsqu'il s'agit d'anciennes prises de vues, la cause la plus probable est une double exposition. Sinon il peut s'agir d'un reflet ou d'un objet parasite proche de l'objectif de l'appareil. Dans le cas où la photographie est prise dans l'obscurité - totale ou relative - l'appareil mélange une image nette, prise pendant le bref éclair du flash, avec une image floue et diffuse enregistrée pendant la période de pause d'une ou deux secondes qui suit l'éclair. Il peut en résulter un sujet qui semble entouré par une forme diffuse. Depuis la généralisation des appareils photographiques numériques et la large diffusion de logiciels de retouche d'image, le trucage photographique est à la portée de tous et facilite la productions de fausses images de fantômes.

#### Orbes
Le phénomène des orbes, ou orbs, petites taches circulaires blanchâtres qui apparaissent sur les photographies numériques prises à l'aide d'un flash, a propagé l'idée qu'il s'agissait de la trace laissée par des esprits fantomatiques. D'autres origines (plasma, ovni...) ont été avancées par les tenants du paranormal. En fait, les orbes sont des images parasites provoquées par la réflexion de la lumière du flash sur des particules présentes dans l'air à proximité de l'objectif. Il peut s'agir de poussières diverses, de moucherons, de flocons de neige, de pollen, de gouttelettes d'eau, etc.

### Vidéos
Les vidéos de fantômes et autres poltergeists circulant sur internet sont légion. La plupart sont très peu convaincantes. Quelques-unes sont plus particulièrement célèbres (ou réussies...).
Fin 2003, une caméra de surveillance du château de Hampton Court a enregistré l'image d'un personnage en costume, supposé être le fantôme d'Henry VIII, refermant une porte. La vidéo a été reprise et diffusée par de nombreuses chaînes de télévision mais, pour Richard Wiseman, professeur de psychologie à l'université du Hertfordshire, cité par le Daily Telegraph, il s'agit « soit d'un coup de publicité du palais, ce dont je doute, soit d'un visiteur qui a voulu se rendre utile en refermant la porte. »
Une vidéo, fréquemment reprise dans les médias et présentée comme ayant été jugée authentique par des experts, est censée avoir enregistré l'image d'un enfant fantôme courant dans un ancien cimetière américain avant de grimper dans un arbre. En fait, un examen attentif met en évidence une coupure dans l'enregistrement et suggère l'explication beaucoup plus rationnelle d'un enfant bien réel jetant un tissu dans un arbre.
La caméra de surveillance d'un parking de Tokyo a filmé l'étrange déplacement d'une silhouette féminine, semblant se déplacer à reculons avant de disparaître. L'enregistrement est présenté comme authentique.
Une vidéo amateur circulant sur internet présente un groupe de touristes japonais se filmant au sommet d'une falaise bordant la mer. Sur une brève séquence on aperçoit nettement, en arrière-plan, une personne se jetant dans le vide. L'origine précise de cette vidéo semble inconnue. La possibilité d'un trucage est donc considérable, d'autant qu'il n'est fait référence à aucun suicide réel survenu à cet endroit.

### Enregistrements sonores

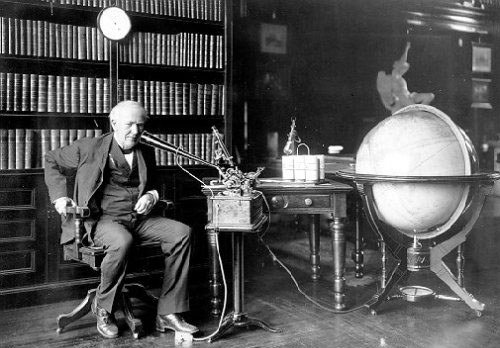
Thomas Edison dictant dans sa bibliothèque.

La plupart des messages supposés émis par des esprits désincarnés ne sont pas directement audibles par les humains. On ne peut les écouter que par le truchement d'enregistrements électroniques.
Thomas Edison, l'inventeur du phonographe en 1877, espérait encore en 1920 mettre au point un appareil permettant de capter directement les messages des esprits. Il ne s'agissait pas à proprement parler des fantômes, mais l'idée était proche. « Je prétends qu'on peut construire un appareil si sensible que, s'il y a des êtres dans un autre monde, qui souhaitent entrer en rapport avec nous dans ce monde ci, les chances qu'ils puissent le faire avec cet appareil seront bien meilleures qu'avec les tables tournantes... ». Par la suite, Edison affirma qu'il avait plaisanté en faisant cette annonce.
En 1959, le producteur de cinéma suédois Friedrich Jürgenson (1903–1987), parti se promener avec un magnétophone aux environs de Stockholm pour enregistrer des chants d'oiseaux, eut la surprise d'entendre des voix derrière leurs pépiements. Intrigué, il multiplia les enregistrements. Pensant avoir identifié des messages en provenance d'amis ou de parents défunts, il publia ses découvertes en 1964. Konstantin Raudive, un ancien professeur de psychologie, se pencha à son tour durant neuf ans sur le sujet et réunit plus de 10 000 échantillons de voix. En 1968, il rédigea un livre accompagné d'un disque sur le fruit de ses recherches qu'il poursuivit jusqu'à sa mort en 1974.
Les enregistrements par un magnétophone de messages audibles sont très rares. On les connaît surtout dans les cas de poltergeists ou sont enregistrés de bruits divers et des rauques voix spectrales. (utilisation des « fausses cordes vocales » des humains victimes du phénomène).

### Chasseurs de fantômes

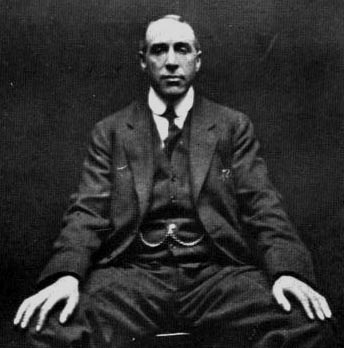
Harry Price en 1922.

On appelle « chasseurs de fantômes » les personnes qui se sont spécialisées dans l'étude des phénomènes de hantise. Le thème a été popularisé de façon comique dans le célèbre film américain SOS Fantômes sorti en 1984. Dans la réalité, la plupart des chasseurs de fantômes ne cherchent pas à combattre ces phénomènes, mais plutôt à les analyser en collectant un maximum de renseignements.
L'Anglais Harry Price (1881-1948), fondateur en 1925 du National Laboratory of Psychical Research à Londres, fut probablement le plus célèbre chercheur dans ce domaine au XXe siècle. Il publia une douzaine d'ouvrages, dont deux furent consacrés au presbytère de Borley présenté comme « le lieu le plus hanté d'Angleterre ».
De nos jours, de nombreuses personnes, ou associations d'amateurs, se proclament chasseurs de fantômes, sans pour autant avoir une attitude réellement scientifique. Malgré l'emploi fréquent de divers détecteurs et appareils sophistiqués, censés fournir des preuves des phénomènes observés, leurs recherches n'apportent rien de concret aux études sur le sujet.

## Face à la science
Pour Emmanuel Kant (1724-1804), « on peut être sûr que jamais une académie des sciences ne choisira un pareil sujet, pour le mettre au concours ; non pas que chacun de ses membres soit persuadé de la futilité et du mensonge de toutes ces narrations, mais bien parce que la loi de la prudence met de sages bornes à l'examen de ces questions. Les histoires de revenants rencontreront toujours des croyants secrets et seront toujours l'objet, en public, d'une incrédulité de bon ton. »
De la seconde partie du XIXe siècle jusqu'au milieu du XXe, et encore jusqu'à nos jours, de nombreux savants et parapsychologues ont enquêté sur ces phénomènes. Parmi ceux-ci on peut citer : Camille Flammarion (1842-1925) astronome, Charles Richet (1850-1935) prix Nobel de médecine, Frank Podmore (1856-1910) écrivain, Ernest Bozzano (1862-1943) parapsychologue, Jean Prieur (1914-2016) professeur de français, Claude Lecouteux (1943-) docteur ès lettres, Walter von Lucadou (1945-) physicien et psychologue, etc. Ils se sont souvent regroupés dans des instituts tels que la Society for Psychical Research (Société pour la recherche psychique ou SPR) fondée en 1882 en Angleterre, ou l'Institut métapsychique international (IMI) créé en 1919 en France.
Actuellement, la communauté scientifique considère en général que, méprises et tromperies mises à part, la plupart des manifestations de fantômes présentées comme authentiques n'ont pas de réalité, faute de preuves indiscutables. D'autre part, selon le Dictionnaire sceptique, rédigé par le professeur Robert Todd Carroll en 1994 dans le cadre "d'essais sceptiques", « la plupart des maisons hantées sont très vieilles et, par conséquent, remplies de courants d’air. Les scientifiques qui ont enquêté sur de tels lieux ont pu expliquer à la fois les bruits et les changements de température en trouvant la source des courants d’air, souvent des espaces vides entre les murs ou des déplacements d’air causés par des ondes sonores de basses fréquences, produites par des objets bien concrets, comme des ventilateurs. »
De plus, les données actuelles de la SPR et de l'ASSAP démontrent que les hantises et les apparitions se produisent dans des lieux tout à fait ordinaires. Les affirmations qui associent les lieux de hantises à de vieilles demeures ne reposent sur aucune preuve tangible scientifique, tout comme l'interprétation populaire que les fantômes soient le fruit exclusif de revenants : « L’association de fantômes avec des demeures seigneuriales, des châteaux en ruines et des auberges solitaires, sans doute utile au commerce, ne semble pas être corroborée par les constats actuels. On pourrait s’attendre à ce que « le conditionnement » joue un rôle important dans la production d’attentes propices aux expériences d’apparitions, mais en réalité, les endroits où les apparitions ont été rapportées étaient étonnamment mondains et prosaïques. 70,5 % des expériences sont rapportées à la maison (y compris le jardin). Sur les 29,5% restants, lorsqu'ils n'étaient pas à la maison, près du quart se sont produits pendant que le destinataire était en voiture. Seulement 16% des cas sont survenus à l'extérieur. »  Par contre, la vieille maison, les lieux lugubres associés aux "fantômes" semblent trouver leurs sources dans la culture, la pop culture et l'imaginaire collectif. Ces facteurs culturels, pour certains psychologues nourrissent l'interprétation psycho-sociologique de ces phénomènes selon la culture et croyances des personnes qui les vivent. C'est ce que soutient par exemple, le chercheur indépendant Jean-Michel Abrassart pour la plupart des expériences dites « extraordinaires ».
La sceptique Hayley Stevens affiliée au Committee for Skeptical Inquiry quant à elle, dénonce que la plupart des explications "scientifiques" sont souvent toutes aussi inexactes que les explications "spirituelles" où du moins sujettes à caution pour expliquer le paranormal : « Une bonne partie de mon temps de recherche à ce sujet implique non seulement d'examiner les choses étranges que vivent les gens, mais également de scruter les explications aux sonorités scientifiques que les gens offrent pour « démystifier » le surnaturel. Très souvent, ces explications sont aussi fausses que certaines des affirmations surnaturelles - par exemple, l’affirmation selon laquelle la moisissure vous fait voir des fantômes. Cela semble scientifique, mais ce n’est pas vrai. » D'autres sceptiques comme Sharon Hill et Ben Radford membres également du SCI dénoncent aussi certaines dérives et inexactitudes dans les médias. Par exemple, certains magazines scientifiques grand public ou youtubeurs affirment que les "fantômes" s'expliquent par les infrasons, les champs magnétiques ou encore des moisissures. Pourtant, aucune preuve et aucune réplication scientifique à ce jour[Quand ?] ne soutiennent ces allégations qui sont paradoxalement relayées massivement sur internet sans esprit critique, sans analyser et recouper les sources. Enfin, d'autres chercheurs dont la plupart des parapsychologues pointent les dérives du pseudo-scepticisme (raisonnement circulaire, biais, arguments d'autorité...) relatifs à des à priori concernant l'étude ouverte et rigoureuse du paranormal.
Le terme "pseudo-sceptique" a été popularisé à l'origine par Marcello Truzzi, l'un des membres fondateurs du SCICOP devenu plus tard CSI.
Selon le chercheur Renaud Evrard, président actuel de la Parapsychological Association : « La Parapsychological Association est fondée en 1957 et en 1969 elle est affiliée à la très académique association américaine pour le progrès des sciences […] La parapsychologie est donc un domaine de recherche fascinant parce qu’il nous mène aux portes de l’inconnu, parce qu’il y a des gens brillants qui explorent ses frontières et parce que c’est avec les données de la parapsychologie que se construisent de nouvelles théories physiques, sur la rétrocausalité par exemple, et de nouvelles théories en psychologie. Cependant, les chercheurs sont tellement en avance, tellement dans une subversion des savoirs acquis, qu’il est plus facile de les ignorer, de les discréditer, plutôt que d’intégrer les perspectives qu’ils nous apportent. » Pour Pascale Catala : « seule une approche rationnelle, se fondant sur diverses disciplines scientifiques (physique, psychologie, psychiatriques, sociologie, neurophysiologiques, etc. permettra de démêler le vrai du faux. »
En 2017, dans le cadre de l’émission « the infinite monkey cage » animée par Neil De Grasse Tyson, le physicien Brian Cox affirme formellement que les fantômes ne sont pas réels avec comme preuve suivante : "Si nous voulons faire une place aux fantômes dans nos vies, nous devons inventer une extension du modèle standard de la physique des particules qui a jusqu'alors totalement échappé aux expériences menées à l'aide du grand collisionneur de hadrons. C'est presque inconcevable aux échelles d'énergie typiques des interactions de particules dans notre corps". Il affirme que l'accélérateur de particules du grand collisionneur de hadrons aurait immanquablement détecté l'existence des fantômes. Il démontre également que les fantômes violeraient la deuxième loi de la thermodynamique, qui stipule que l'énergie se perd et que les fantômes, ainsi, ne sauraient maintenir leur existence au-delà d'une durée significative. Toutefois Neil De Grasse Tyson a rappelé à Brian Cox qu’il n’est pas du tout impossible que de nouveaux modèles scientifiques puissent compléter voire révolutionner les théories courantes même s'il n'a pas encore trouvé un phénomène qui défie toutes ses connaissances.
En 2016, Bill Nye, vulgarisateur scientifique dans le cadre de son émission "big think" affirme également que le fantômes et l’après vie n'existent pas faute de preuves convaincantes. Ces affirmations lui a valu la critique d' Hayley Stevens sceptique Anglaise et membre du CSI (Committee for Skeptical Inquiry) : « Bien que Nye ait techniquement raison de penser que la recherche n’a fourni aucune preuve de la survie de « l’âme » humaine, il ne s’agit pas de la somme totale de fantômes ni même de recherches paranormales […] Certaines personnes qui croient aux fantômes ne croient pas que les fantômes soient l'âme humaine. Certaines personnes ne croient pas que les maisons hantées sont hantées par des fantômes, d'autres croient aux fantômes mais pas aux maisons hantées. C’est pourquoi la recherche se poursuit. La confiance avec laquelle Nye a rejeté ces idées suggère qu’il est un expert, mais ses affirmations incorrectes prouvent le contraire. » Bien que certains physiciens ne soutiennent pas l'hypothèse du dualisme comme  Brian Cox ou encore Sean Caroll, d'autres physiciens et chercheurs sont en désaccord comme Roger Penrose, Stuart Hameroff, Fred Alan Wolf ou encore Brian Josephson.
L'ASSAP (L’Association pour l’étude scientifique des phénomènes anormaux) propose une approche holistique de ces phénomènes sans tomber dans le biais de confirmation populaire que les "apparitions" soient des "esprits". Pour l'ASSAP : « La vérité est que, pour le moment, nous ne savons tout simplement pas ce que sont les fantômes! Il existe un certain nombre de possibilités intéressantes, mais malheureusement, peu de personnes les recherchent. Malheureusement, la plupart des gens sont obsédés par l'idée de "l'esprit" pour laquelle il existe très peu de preuves. C'est une situation provoquée en grande partie par les médias et nous ne pouvons rien y faire »

### Hallucinations

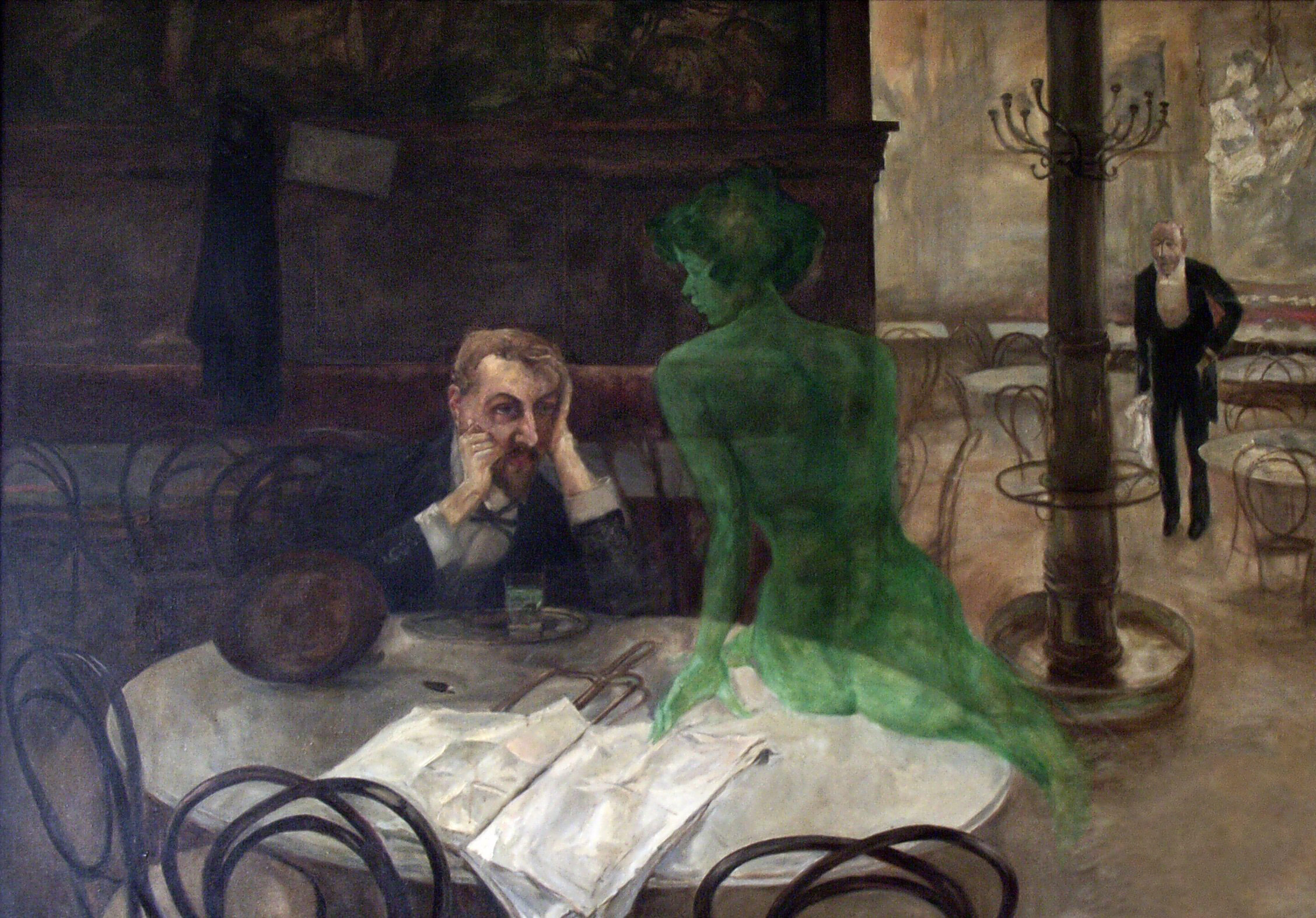
Le buveur d'absinthe.
Tableau de Viktor Oliva (1901).

Les hallucinations sont définies comme des perceptions en l'absence de stimuli externes. Elles doivent être distinguées des illusions, qui résultent de perceptions altérées de stimuli externes existant, et des hallucinoses, qui sont des perceptions en l'absence de stimuli externes mais avec conservation de la conscience de la nature endogène (qui a une cause interne) de la perception.
Une des caractéristiques importantes de l'état psychotique est l'absence de prise de conscience suffisante de la nature pathologique des symptômes (Anosognosie). Les patients pensent que leur comportement, et les expériences hallucinatoires qu'ils vivent, ne sont en aucune manière inhabituels ou étranges.

### Paralysie du sommeil

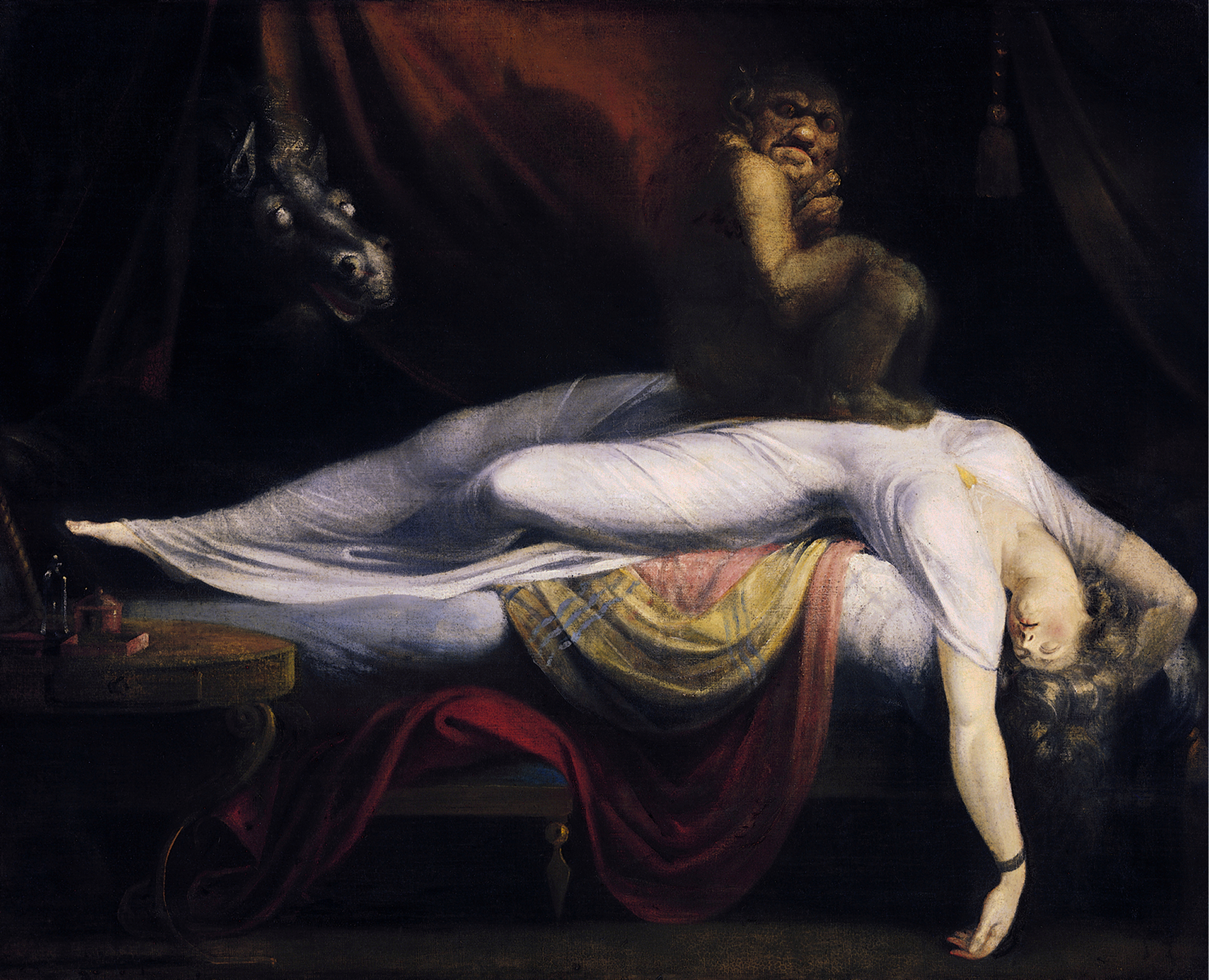
Le cauchemar (1781)
par Heinrich Füssli.

Un trouble du sommeil relativement fréquent, connu sous le nom de paralysie du sommeil, peut probablement expliquer bon nombre de cas de hantise, lorsque ceux-ci se produisent quand le témoin est couché dans un lit.
Le sujet, sur le point de s'endormir ou de s'éveiller, mais tout à fait conscient, se trouve dans l'incapacité d'effectuer le moindre mouvement volontaire. À cette sensation désagréable, sont couramment associées des hallucinations auditives telles que bruits de pas, voix et sons divers ainsi que des impressions d'oppression, de suffocation et de présence d'une personne maléfique dans la pièce. Les hallucinations visuelles sont assez peu fréquentes,.
Beaucoup moins communes sont d'autres impressions, comme des sensations de vibration, de douleur ou de froid, des odeurs, des mouvements des couvertures, etc. Ces hallucinations sont ressenties comme des faits réels, accompagnés d'un sentiment de danger extrême, voire de risque mortel. Plus rarement encore, le ressenti peut être de la colère, de la tristesse, une sensation d'extase, voire des désirs érotiques.
Toutefois, en avril 2008, dans l'ouvrage "Haunted Swindon" le chercheur Dave wood (président de l'ASSAP) et le chercheur Sewell ont découvert que la plupart des apparitions visuelles avaient lieu dans l'après-midi. Dans leurs échantillon, 37% des observations se sont produites pendant la journée, mais après avoir éliminé les cas associés à la paralysie du sommeil et aux phénomènes de limite du sommeil, les chercheurs identifient 50% des cas survenant en plein jour et 50% dans l'obscurité.

### Fantôme sur commande
Une patiente de vingt-deux ans, sans antécédents psychiatriques, traitée à l'École polytechnique fédérale de Lausanne (Suisse) pour un problème d'épilepsie a eu la désagréable sensation qu'une personne, placée derrière elle, cherchait à l'étreindre, lorsque les chercheurs ont stimulé les électrodes placées dans son cerveau à la jonction temporo-pariétale. Un dysfonctionnement de cette zone cérébrale est déjà soupçonné d'être à l'origine de la sensation de voyage astral.
En 2014, Olaf Blanke et son équipe mettent en évidence chez des sujets sains une sensation de présence, en créant une illusion en laboratoire. 30 % des volontaires en bonne santé ont décrit le sentiment d’avoir quelqu’un derrière eux, qui les touchait.
En 2016, lors d'une interview, Giulio Rognini, l'un des scientifiques qui a conduit cette expérience avec Olaf Blanke, insiste bien sur le fait que leurs résultats en neurosciences expliquent juste une petite partie des expériences inhabituelles liées aux apparitions et maisons hantées.

### La suggestion
Les travaux en psychologie anomalistique démontrent que le conditionnement et que des facteurs environnementaux peuvent biaiser la perception de certaines personnes. Afin que certaines personnes fassent l'expérience de hantise, cela demande l'association de plusieurs facteurs :
- un lieu réputé hanté ;
- une histoire se focalisant sur ce lieu hanté ou des rumeurs ;
- prendre un échantillon de personne croyant au paranormal.

En 1997 et 1998, des chercheurs comme Hourran et Lange ont travaillé sur diverses expériences au sujet du conditionnement psychologique dans le cadre des Hantises en prenant deux groupes. Au premier groupe, ils suggèrent que le théâtre est « hanté ». Au second groupe, les chercheurs les informent que le lieu est simplement en rénovation. Les personnes croyant visiter un lieu hanté ont décrit plus de ressentis inhabituels que les autres.
En 2003, les hypothèses de Hourran et Lange sont poursuivis par d'autres chercheurs (Wiseman, Watt, Stevens, Greening & O’Keeffe)
Cette étude a été publiée dans The British Journal of Psychology.
Il s’agissait de recueillir les expériences inhabituelles rapportées par les visiteurs d’un château réputé hanté, transformé en musée. Voici les résultats
Le protocole est essentiellement le même que celui de Schmeidler, avec la même ambiance suggestive lors de l’explication de la consigne. 46,5 % des participants dirent avoir eu au moins une expérience inhabituelle. Les deux tiers des expériences étaient des ressentis de variation inhabituelle de la température, et le dernier tiers correspondait à des ressentis de vertiges, maux de têtes, malaises, étouffements, la pression d’une certaine « force », une odeur dégoûtante, une sensation de présence et des émotions intenses.
Le chercheur Renaud Evrard cofondateur de CIRCEE (Centre d’Information, de Recherche et de Consultation sur les Expériences Exceptionnelles) remarque toutefois que : « ces ressentis étranges sont tout de même éloignés des observations d’apparitions, de déplacements inexpliqués d’objets ou de coups dans les murs. D’ailleurs, seuls 3 % des participants attribuèrent avec certitude leur ressenti à la présence d’un fantôme, et 10 % dirent que c’en était peut-être un. Même quand l’expérience fut renouvelée dans un lieu plus intimiste, la majorité des gens n’étaient pas convaincus d’avoir affaire à un fantôme malgré le récit de quelques observations encore plus étranges. »
Pascale Catala partage également les observations suivantes sujet des travaux de Wiseman : « Aucun facteur causal n’a été démontré [...] Les corrélations trouvées ne sont pas très intéressantes ou spécifiques. La variation de champ magnétique n’ayant pas été retrouvée dans la deuxième expérience, il reste des effets liés à la luminosité ou la taille de la pièce... : ces caractéristiques peu spécifiques ne sont pas exploitables ».
Il y a extrapolation à partir des expériences inhabituelles à des sujets de l’étude, aux témoignages de hantise en général.
Alors qu’on ne parle pratiquement jamais en France des études scientifiques sur les fantômes, la presse a relayé abondamment ces conclusions. Enfin, une récente étude de la psychologue Annalisa Ventola met en exergue que les personnes qui font l'expérience des hantises et des « fantômes » n'ont pas de déficit cognitifs. L'étude de Ventola a porté sur 313 étudiants.

### Malaises et infrasons
Des recherches scientifiques ont permis de mettre en cause les infrasons – sons émis à des fréquences inférieures à 20 hertz (Hz), inaudibles pour l’oreille humaine – dans la production de sentiments d’anxiété, de peur ou de tristesse, voire dans la production d’hallucinations. Les effets physiologiques et psychologiques des infrasons ont été découverts au début du XXe siècle. La propagande nazie les aurait utilisés pour accentuer l’excitation des foules pendant les discours d’Adolf Hitler et aurait ultérieurement cherché à construire des armes soniques qui semblent être restées au stade expérimental. Fin 1963, le docteur Vladimir Gavreau, chercheur au laboratoire d’électro-acoustique de Marseille, fut confronté aux violents malaises, migraines et nausées répétés de ses collaborateurs. Après de longues recherches tous azimuts, il découvrit que leur cause était un ventilateur qui émettait des sons inaudibles, d'une fréquence de 7 Hz,.
En 2003, Au cours d’une expérience conduite par le docteur Richard Lord, chercheur acousticien au National Physical Laboratory et par le professeur Richard Wiseman, psychologue à l'université du Hertfordshire, des sons à très basse fréquence ont été émis au cours de quatre morceaux joués pendant un concert réunissant 750 personnes à Londres. À la sortie, 22 % des spectateurs ont déclaré avoir eu des réactions de peur ou de tristesse au cours des passages en question. Selon le professeur Wiseman : « Certains chercheurs ont suggéré que ce niveau de son peut être relevé dans certaines maisons dites hantées et ainsi provoquer des sensations curieuses couramment attribuées à la présence d'un fantôme - nos découvertes confirment cette hypothèse ». Le vent s’engouffrant dans les longs corridors et les conduits de cheminée des châteaux pourrait être à l’origine de ces infrasons.
Vic Tandy, ingénieur à l’université de Coventry, a eu une expérience inhabituelle en 1998 relatif à un cas de hantise sur son lieu de travail : sensation de malaises et sensation de voir une apparition mal définie en périphérie de son champ de visions. Tandy a trouvé la cause du présumé fantôme : des sons d’une fréquence d’environ 19 Hz qui provenaient d'un ventilateur qui pouvaient faire, selon lui, résonner le globe oculaire humain, provoquant des troubles de la vision et des hallucinations,.
Néanmoins, il est important de remettre ces hypothèses ci-dessus dans leur contexte et de préciser que d'autres chercheurs ont tenté de répliquer l'expérience de Vic Tandy et de Richard Wiseman, à savoir valider ou réfuter l'hypothèse des infrasons et champs magnétiques dans le cadre des hantises et de possibles sources d'apparitions.
En 2004, Chris French psychologue spécialisé en psychologie anomalistique a tenté une expérience associant des champs magnétiques élevés ainsi que des ondes sonores à basses fréquences sans démontrer de relation de cause à effet.
En 2005, une nouvelle expérience scientifique a été tentée par Roger Schwenke et John Meyer qui ont dirigé l'équipe Meyer Sound dans la conception d'un banc d'essai spécial qui produirait des niveaux sonores très élevés aux fréquences infrasonores afin de trouver un lien tangible entre les infrasons et les hallucinations visuelles. Dans le cadre de cette expérience, personne n'a halluciné et les effets psychologiques sont peu concluants. Ce projet a été présenté dans le cadre de l'émission scientifique et de débunking Mythbusters.
En 2009, French a aussi recommencé une autre tentative sans démontrer de preuves évidentes : « environ 80% des volontaires ont dit qu'ils se sentaient étourdis, la moitié ont dit qu'ils avaient l'impression de tourner et 23% se sentaient détachés de leur corps ont rapporté les chercheurs en 2009 dans le journal Cortex. 23% ont également déclaré avoir ressenti une présence, et 8% ont ressenti de la terreur, et 5% des participants ont déclaré être excités sexuellement ».
Steeve Parson, étudie également l’impact du son dans l’expérience des fantômes et hantises, membre de la SPR, il propose une analyse très détaillée sur le site Psi Encyclopedia. L’article de Parson est également disponible sur le Journal of the Society for Psychical Research Vol. 76.3 No. 908 July 2012, 2012.
Selon lui, « l'infrason seul ne produit pas d'expériences anormales et paranormales. La gamme de fréquence autour de 18Hz ne produit pas les expériences apparitionnelles (comme suggéré par Tandy et Lawrence) ».

### Champs magnétiques
La Terre baigne naturellement dans un champ magnétique qui lui est propre, dont la composante verticale à sa surface est stable aux alentours de 500 milligauss. Dans les années 1980, en étudiant le comportement des sourciers, le professeur Yves Rocard a estimé qu'un être humain pouvait être sensible à une variation de magnétisme de l'ordre du milligauss. Or, dans certains lieux supposés hantés, il a été mesuré des champs magnétiques beaucoup plus considérables, allant jusqu'à 825 milligauss. Il a été envisagé que certaines personnes pourraient y être particulièrement sensibles, et interpréter leur ressenti en fonction de leurs croyances personnelles,.
En 1990, le chercheur en neuroscience Michael Persinger a inventé un appareil qu'il nomme Casque de dieu, censé produire des hallucinations ou des états altérés de conscience par stimulations magnétiques du cerveau, dont les effets pourraient pourraient expliquer certaines perceptions inhabituelles. Il tenta d'étendre ce concept aux lieux supposés hantés. Mais ses allégations n'ont été ni répliquées ni validées par la communauté scientifique. Pour sa part, le parapsychologue Mattew Didier, fondateur de la « Toronto ghost and Haunting research society » n'a trouvé aucune corrélation lors de ses propres recherches sur le terrain et, en 2004, c'est le chercheur Pehr Granqvist qui ne corrobore pas non plus les allégations de Persinger. En 2018, une étude du psychologue David Maij, a démontré que le casque de Dieu de Persinger tend à fonctionner comme un placebo.
D'autres études ont tenté en vain d'établir une corrélation entre les champs magnétiques et la perception des phénomènes de hantise :
- en 2004, le psychologue Chris French n'a pas trouvé de liens concluants concernant les champs magnétiques susceptibles de provoquer des expériences hallucinatoires relatives aux fantômes[117] ;
- en 2006, le docteur Jason Braithewaite a tenté d'établir un lien plausible entre les champs magnétiques et un lieu présumé hanté : le Muncaster Castle. Il passera des années à travailler sans succès sur cette hypothèse ;
- en 2009, Chris French, a imaginé le « projet Haunt » consistant à soumettre des volontaires à des champs magnétiques et à des infrason à leur insu. French n'a pu établir aucune corrélation pertinente[118] ;
- en 2011, Jason Braithewaite a rédigé un article scientifique sceptique et critique sur l'hypothèse hallucinatoire relatif aux champs magnétiques[119] ;
- en 2017, Benjamin Radford, chef d'édition au Skeptical Inquirer insiste sur le fait qu'il n y a aucune preuve concernant le rôle des champs magnétiques pouvant générer des hallucinations attribuables à des fantômes[120] ;
- en mars 2019, une étude menée par le géoscientifique Joseph Kirschvink et le neuroscientifique Shin Shimoj semble confirmer que les humains seraient effectivement sensibles, de façon inconsciente, au champ magnétique terrestre mais, pour autant, les sujets des expériences n'ont pas eu d'hallucinations[121].

### L'intoxication par des moisissures
En 2015, Shane Rogers, ingénieur environnemental, affirme que les « fantômes » sont des hallucinations causées par une intoxication aux moisissures chez des personnes habitant dans de vieilles demeures. Toutefois, Rogers n'a jamais publié ses résultats, comme le souligne Hayley Stevens après s'être rendu sur le site de l'université de Clarkson. Enfin, selon certains sites médicaux, il n'existe aucune preuve évidente que les moisissures peuvent produire des hallucinations chez des personnes résidant dans de vieilles demeures.

## La recherche actuelle
Les recherches aux sujets des fantômes et des maisons hantées sont toujours d'actualité car ce sont des phénomènes dont la réalité sociale est indiscutable. Actuellement, les approches académiques sur les fantômes et maisons hantées sont multiples au niveau de différentes disciplines académiques (physique, psychologie, neurosciences, sociologie...) et nombre d'études sont disponibles sur google scholar, académia, frontiers in psychology, la Parapsychological association et Psi Encyclopedia.
Selon Renaud Evrard : « Les seules choses dont nous sommes sûrs c’est un, que des gens croient au paranormal, deux, que des gens disent faire l’expérience du paranormal. Les statistiques dans les pays industrialisés indiquent, depuis les années 1970, qu’entre 50 % et 70 % des populations croient à ces phénomènes, et qu’entre 30 % à 50 % pensent avoir vécu au moins une expérience paranormale au cours de leur vie. Ce sont des chiffres énormes ! N’importe quel autre phénomène qui aurait une telle propension ou prévalence dans la population ferait partie des objets d’étude classiques. Mais, comme il s’agit de paranormal, cela reste en marge académiquement. » De nouvelles statistiques indiquent également que 75,9 % des américains croient aux phénomènes dits paranormaux.
Fantômes et hantises arrivent en tête des expériences dites inhabituelles.
Cette réalité sociale a fait l'objet d'une nouvelle étude académique Things That Go Bump in the Literature: An Environmental Appraisal of Haunted Houses en date du 12 juin 2020, qui met en commun le travail de 9 chercheurs qui ont fait le bilan sur 20 années de recherches sur des facteurs environnementaux pouvant biaiser ou altérer les perceptions humaines comme sources possibles de biais cognitifs.
Au-delà d'une analyse critique au sujet des infrasons, champs magnétiques, moisissures, la qualité de l'air, la température et la suggestion, cette étude pluridisciplinaire au terme de cette rétrospective arrive à la conclusion suivante : « Nous concluons donc qu'un modèle exclusivement ou principalement environnemental - c'est-à-dire s'appuyant sur des signaux intégrés discrets, la qualité de l'air, la température, les infrasons, les niveaux d'éclairage ou les champs électromagnétiques - est actuellement insuffisant comme explication générale de ce qui imprime à certains endroits ou paramètres un personnage hanté (ou flippant) ou sert de source prédominante d'expériences anormales dans ces contextes[...]En conséquence, les efforts scientifiques pour décrire les maisons hantées et les phénomènes connexes en termes environnementaux devraient aborder plusieurs questions. Premièrement, notre revue de la littérature a révélé une pénurie de recherches détaillées et de qualité dans ce domaine. Les études futures doivent donc s'efforcer de mesurer les facteurs physiques discrets de manière plus cohérente, globale et précise [...]En terminant, il serait négligent de ne pas mentionner de modèle environnemental pour les repaires poussés à l'extrême. » Pour les parapsychologues, la recherche actuelle sur les fantômes pointe des anomalies qui se produisent dans des lieux dont les mécaniques sont inconnus ou des informations véhiculées par le PSI que les témoins interprètent en fonction de leurs cultures, convictions personnelles et croyances. « Le point de vue qui prévaut aujourd'hui est que bon nombre des effets physiques mystérieux attribués historiquement aux fantômes (esprits désincarnés), tels que le mouvement d'objets, les sons étranges, les odeurs énigmatiques et la défaillance de l'équipement électrique, sont en réalité des phénomènes de poltergeist. On pense que les apparitions qui se produisent sans effets physiques associés sont soit des effets psychologiques normaux (c'est-à-dire des hallucinations), soit éventuellement de véritables informations médiées par le psi. » En juillet 2019, s'est tenu le 69e congrès de la parapsychological association. Actuellement, les parapsychologues tentent toujours d'élaborer des hypothèses et des axes de recherches afin de mieux appréhender les mécanismes liées aux hantises et poltergeists au travers de 160 ans de dossiers documentés à la lumière de différentes disciplines académiques comme la physique, les neurosciences ou encore la psychologie cognitive.
Actuellement, il existe des divergences entre la psychologie anomalistique et la parapsychologie. En effet, certains chercheurs en psychologie anomalistique tentent de réduire ces phénomènes à des mécanismes connus, tandis que la majorité des parapsychologues proposent d'autres pistes d'explorations. Toutefois, des sceptiques comme Chris French Anomalistic Psychology: Exploring Paranormal Belief and Experience reconnaissent que les travaux actuels en parapsychologie répondent aux critères des meilleures expériences en psychologie et que les travaux et la recherche correspondent aux standards académiques.
Pour les chercheurs Watt et Sheldrake, la parapsychologie est la discipline scientifique qui fait l'objet de plus de contrôles,.
Le sceptique Jean-Michel Abrassart reconnait également la qualité de certaines recherches des parapsychologues et l'intêret de la parapsychologie.
En France, Renaud Evrard aborde actuellement ces phénomènes par le prisme d'une sociologie de l'anomalistique
Thomas Rabeyron Professeur de psychologie clinique et psychopathologie aborde ces phénomènes au travers d'une démarche clinique des expériences exceptionnelles
Enfin, les chercheurs académiques encouragent les « amateurs » comme la plupart des chasseurs de fantômes à ne pas faire n'importe quoi et de la pseudo-science, notamment à cause d'une lecture inappropriée de gadgets et en faisant l'usage du « freak show » sur les réseaux sociaux. C'est ce que pointent entre autres Renaud Evrard et Abrassart dans le billet suivant : Le YouTube hanté : Internet en tant que dispositif d’évocation de fantômes.
Pour Ben Radford, la science ne réfute pas l'existence des fantômes, mais de bonnes preuves sont nécessaires.

## Fantômes et lieux hantés célèbres
Les relations détaillées d'apparitions de fantômes et de lieux supposés hantés suffiraient, à eux seuls, à remplir une bibliothèque. Il est donc exclu d'engager ici une telle entreprise. Quelques cas sont toutefois particulièrement célèbres :

### France
L'abbaye de Mortemer dans l'Eure serait hantée par le fantôme de Mathilde l'Emperesse, petite-fille de Guillaume le Conquérant, qui apparaîtrait les nuits de pleine Lune. La fameuse photo du spectre de Mathilde fut démystifié rationnellement en octobre 2011 dans l'émission de télévision R.I.P..
Les jardins du Trianon seraient parfois peuplés de fantômes. L'après-midi du 10 août 1901, deux touristes anglaises s'égarèrent dans les jardins du château de Versailles proches du Trianon. Elles y firent la rencontre insolite de plusieurs personnages en tenue du XVIIIe siècle. Dans un climat qu'elles qualifièrent d'« anormal, insolite et déplaisant », elles échangèrent plusieurs phrases avec eux avant de retrouver un environnement « normal » devant l'entrée du Petit Trianon où elles achevèrent leur visite. En confrontant ultérieurement leurs souvenirs, elles découvrirent qu'elles n'avaient pas remarqué parfois les mêmes choses. Elles publièrent leur aventure en 1911 sous des pseudonymes, une traduction française en fut publiée en 1959. Des témoignages assez proches auraient été enregistrés en 1908, 1928 et 1955. Dans les années 1930, un chercheur du nom de R.J. Sturge-Whiting fit une analyse approfondie des témoignages. Il conclut que les deux visiteuses n'avaient, en réalité, rencontré que du personnel du château et d'autres touristes.
Le château de Veauce (Allier) : cette forteresse serait hantée par le fantôme de Lucie, une jeune domestique morte de faim dans une tour du château. L'ancien propriétaire, le baron Ephraïm Tagori de la Tour, prétendait la rencontrer toutes les nuits sur un chemin de ronde. L'événement a fait l'objet d'un reportage, réalisé par Jean-Yves Casgha en août 1984 et diffusé le 8 juillet 1992 dans l'émission Mystères de TF1, et dans l'émission RIP : Recherches, investigations, paranormal le 26 mars 2014 sur Planète+ A&E.
Le château de Combourg : celui-ci, situé à Combourg en Ille-et-Vilaine serait d'après Chateaubriand qui y passé une partie de son enfance, hanté par le fantôme d'un chat accompagné par une jambe de bois.

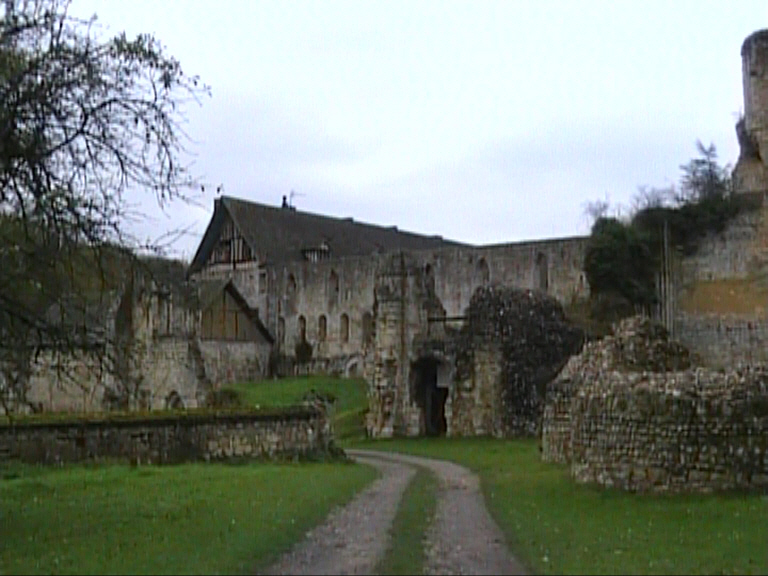
L'abbaye de Mortemer.
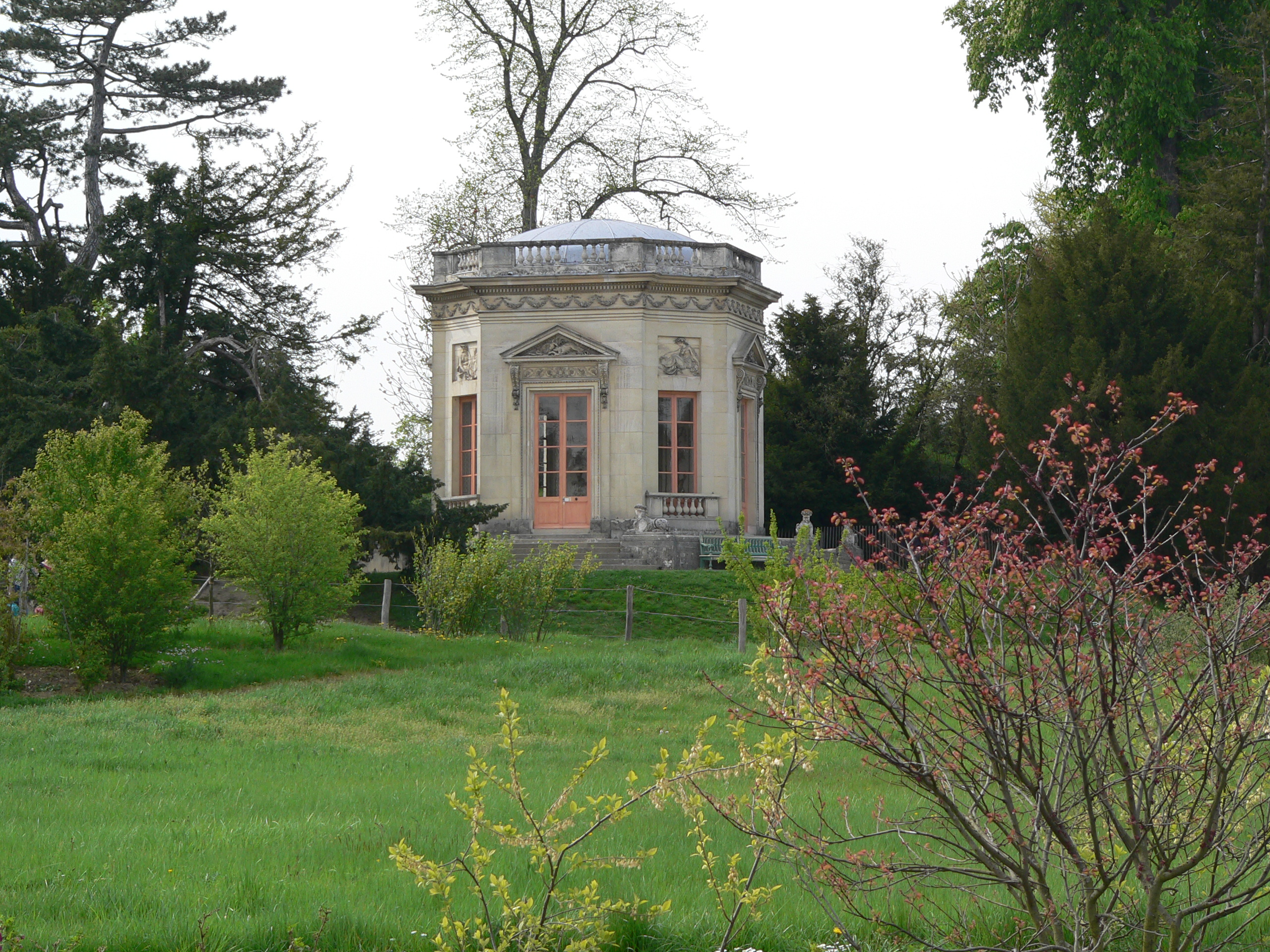
Jardins du Trianon au château de Versailles.
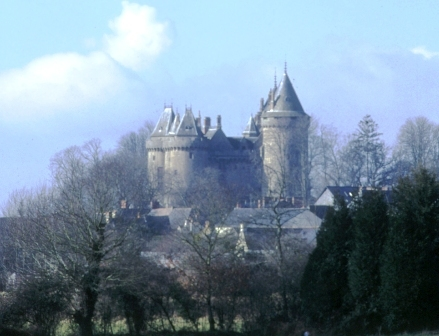
Le château de Combourg.

### Royaume-Uni
« Albion est - qui l'ignore ? - île de fantômes. »

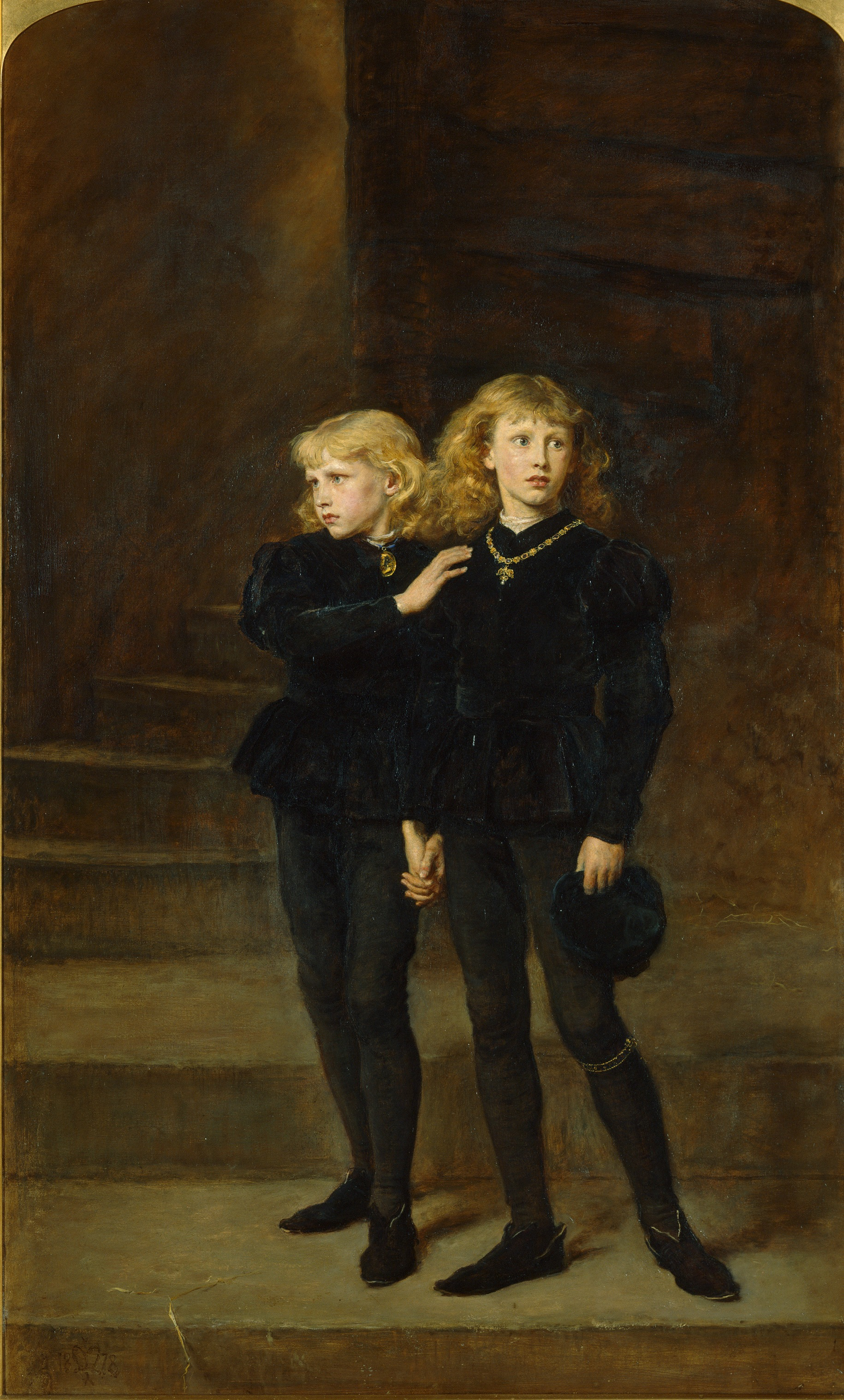
Les princes dans la Tour par John Everett Millais (1878).

La tour de Londres est supposée être visitée par les spectres des nombreuses victimes qui y ont été enfermées, torturées ou exécutées durant des siècles. Parmi les plus célèbres se trouvent Anne Boleyn qui y apparaîtrait fréquemment, parfois sans sa tête. Walter Raleigh se promènerait les nuits de pleine lune sur les remparts proches de ses anciens appartements, Henri Percy déambulerait pour sa part sur les remparts de Martin tower et Guilford Dudley viendrait s'asseoir près d'une fenêtre de Beauchamp tower. Margaret Pole, 8e comtesse de Salisbury, ferait revivre aux témoins les circonstances atroces de sa décapitation et les deux jeunes princes, Édouard V d'Angleterre et Richard de Shrewsbury, emprisonnés dans la Tour et disparus de façon inexpliquée seraient apparus à plusieurs reprises. S'y ajoutent de nombreuses autres apparitions plus ou moins clairement identifiées. Il semblerait que la dernière apparition remonte au 13 février 1957, date à laquelle deux gardes de la Tour aperçurent une silhouette blanche, qui pourrait être le spectre de Jeanne Grey, entre les créneaux du sommet de la salt tower.
Le château de Hampton Court : le 22 décembre 2003, une caméra de surveillance a enregistré une forme fantomatique attribuée à Henry VIII. Le palais, outre d'autres apparitions d'Henri VIII dans les couloirs du château, est réputé pour abriter le fantôme de Catherine Howard, cinquième femme du souverain, condamnée pour adultère.
La Banque d'Angleterre est réputée abriter le fantôme de Sarah Whitehead depuis le XIXe siècle.
Le presbytère de Borley fut proclamé par Harry Price « La maison la plus hantée d'Angleterre » en 1940. Ce sinistre bâtiment, construit en 1863 aurait été le lieu de multiples apparitions et poltergeists de 1929 jusqu'à son incendie en 1939, voire sur l'emplacement de ses ruines durant encore une dizaine d'années. Toutefois, l'épouse du révérend Smith, qui habitait le lieu à cette époque, a déclaré à plusieurs reprises ne pas croire que le presbytère ait été hanté. Une étude approfondie, publiée en 1955, aboutit aux mêmes conclusions,.
Le château de Raynham Hall, dans le Norfolk, est célèbre par la photo du fantôme de la « Demoiselle brune » prise en 1936 dans son grand escalier. Il pourrait s'agir de Lady Dorothy Townshend, seconde épouse de Charles Townshend, second vicomte de Raynham et propriétaire du château au début du XVIIe siècle. Officiellement morte et inhumée en 1726, une légende relate que son époux aurait simulé son décès pour la maintenir ensuite enfermée dans une pièce isolée du château pendant plusieurs années.
Le village de Pluckley, dans le Kent serait un des villages les plus hantés d’Angleterre. De très nombreux fantômes y ont été observés, dont plusieurs dans l'auberge.

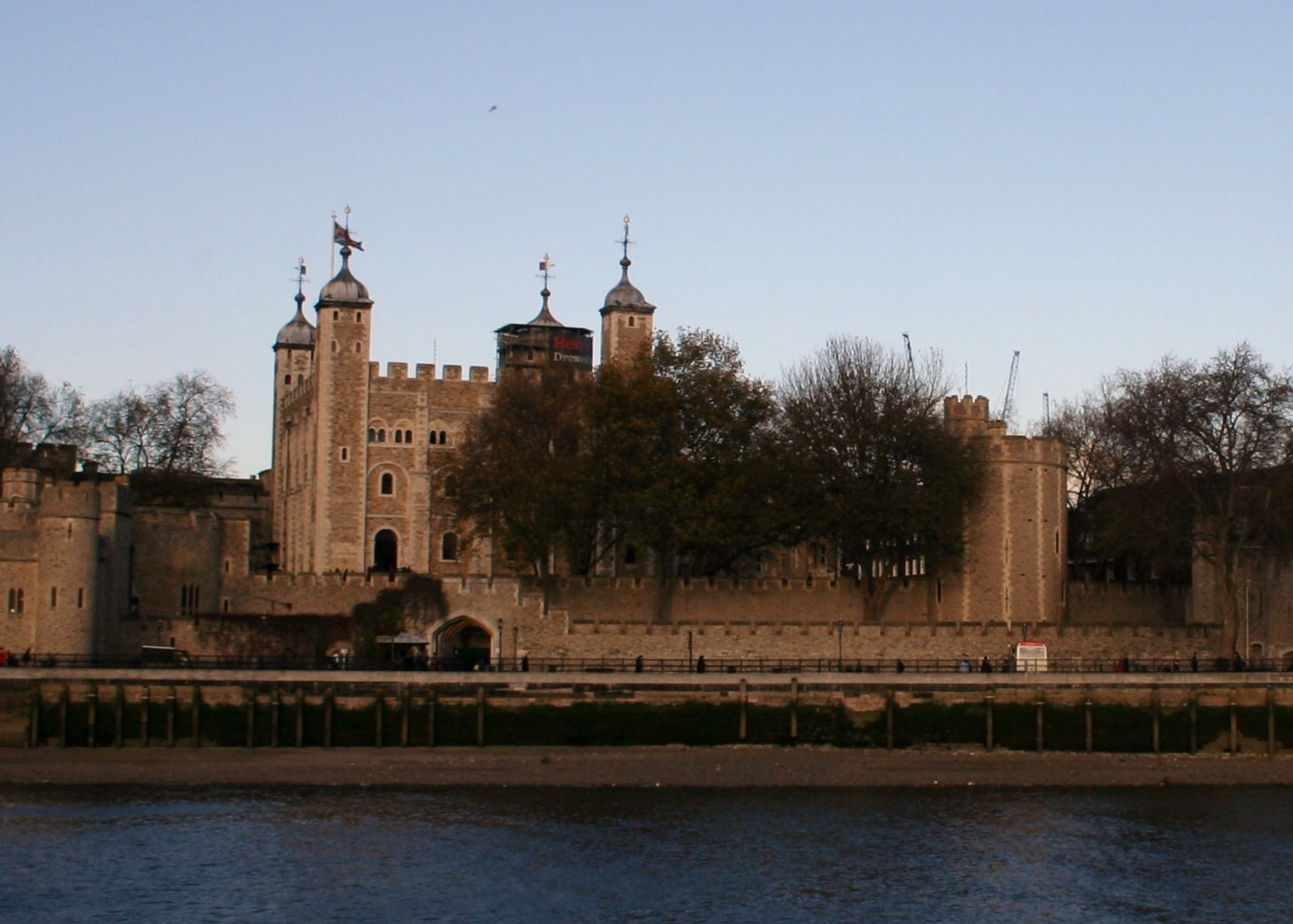
La tour de Londres.
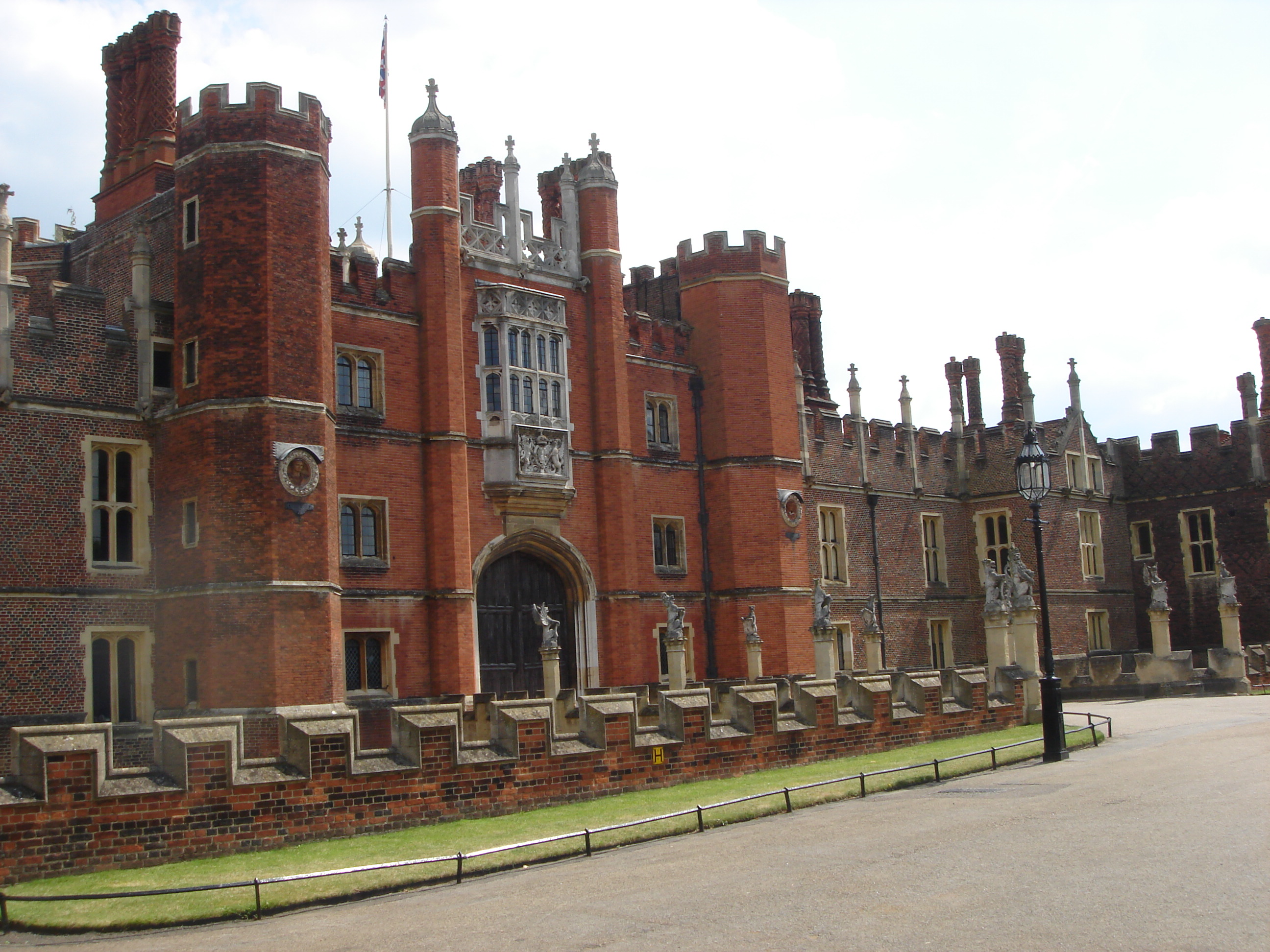
Le château d'Hampton Court.
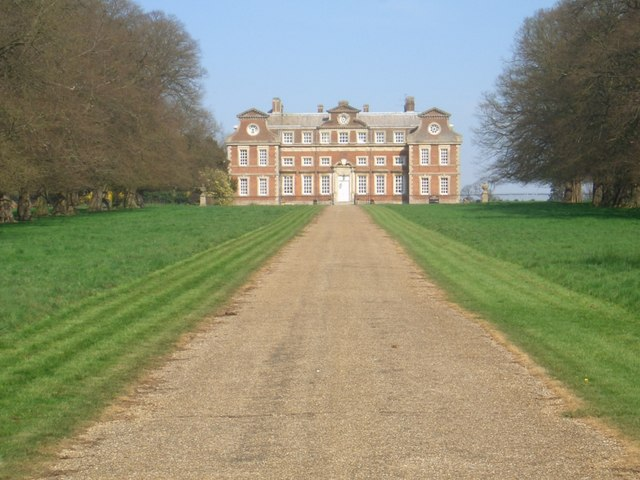
Le château de Raynham Hall.
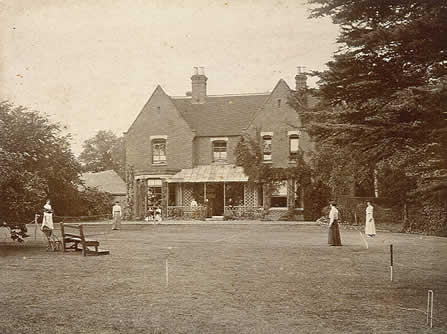
Le presbytère de Borley en 1892.
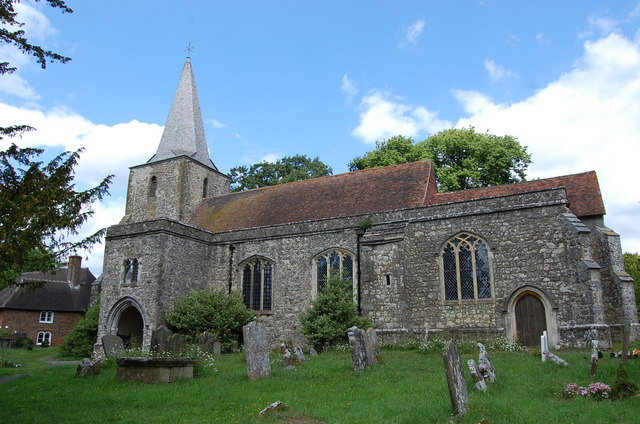
L'église de Pluckley.

### États-Unis
La Maison-Blanche serait hantée par le fantôme d'Abraham Lincoln, président des États-Unis assassiné en 1865. Le premier témoignage remonte à l'épouse de Calvin Coolidge (président de 1923 à 1929) qui aurait aperçue sa silhouette à une fenêtre du Bureau ovale. Il aurait ensuite été vu à plusieurs reprises durant la présidence de Franklin Delano Roosevelt (1933-1945) par diverses personnes, dont la reine Wilhelmine des Pays-Bas durant son séjour dans la chambre de Lincoln à la Maison-Blanche.
Le sanatorium de Waverly Hills est situé au 8101, Dixie Highway à Louisville dans l'État du Kentucky. L'établissement est très populaire aux États-Unis, où il est présenté comme étant « l'endroit le plus hanté d'Amérique » et a été l'objet de plusieurs shows et émissions télévisées.
Outre le fait qu'il s'agit plutôt d'un cas de poltergeist, et malgré son extrême popularité, l'Affaire d'Amityville qui a inspiré un roman et un film célèbres, demeure extrêmement douteuse car la plupart des phénomènes décrits ont trouvé une explication banale. Par ailleurs, de nombreuses contradictions et déformations dans les propos des membres de la famille de George Lutz jettent un voile de discrédit sur leurs témoignages.
La réserve indienne d'Isleta au Nouveau-Mexique a été le siège de la légende du Padre Padilla dont le corps était réputé se relever de sa tombe et errer dans le village certains soirs,. Le 25 avril 1895, Anton Docher décida d'enquêter sur ce phénomène en présence d'autres témoins et ouvrit la tombe du Padre Padilla,. Au cours de cette enquête, Anton Docher se blessa au bras et la gangrène s'installa à tel point que les médecins préconisèrent l'amputation et que les habitants évoquèrent la malédiction du père Padilla. Anton Docher pria alors la dépouille du Padre Padilla pour sa guérison et la blessure disparut comme par miracle,,,,,.

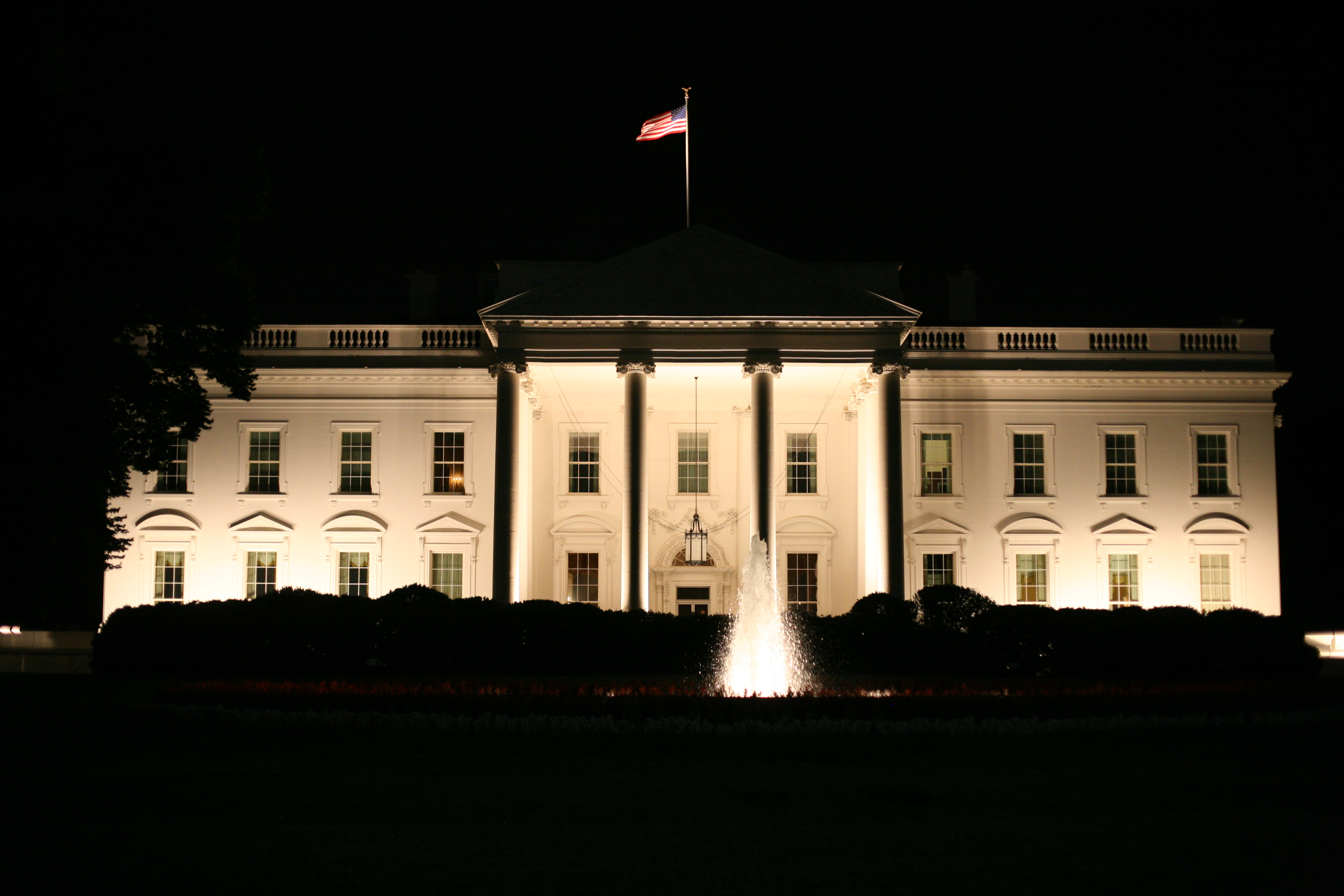
La maison blanche à Washington, DC
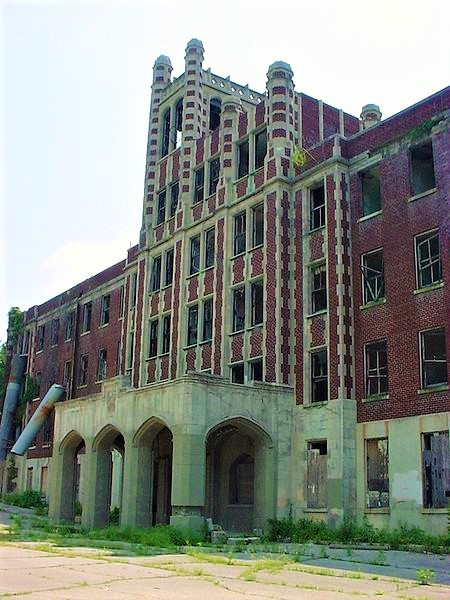
Le sanatorium de Waverlyhills
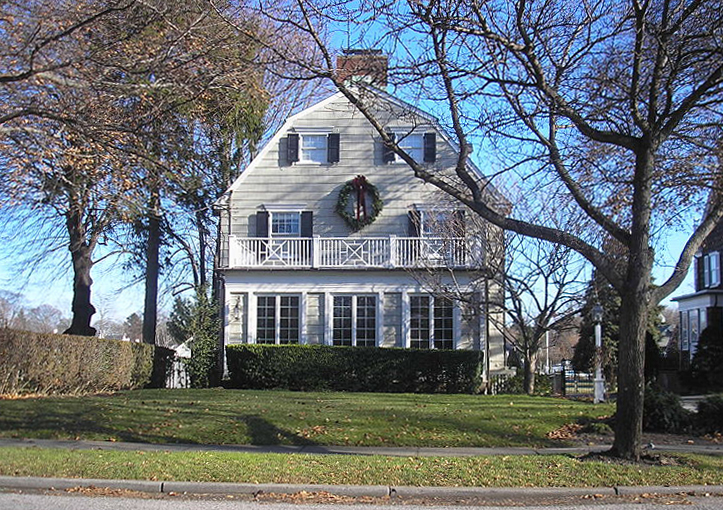
La maison d'Amityville présumée hantée

### Espagne

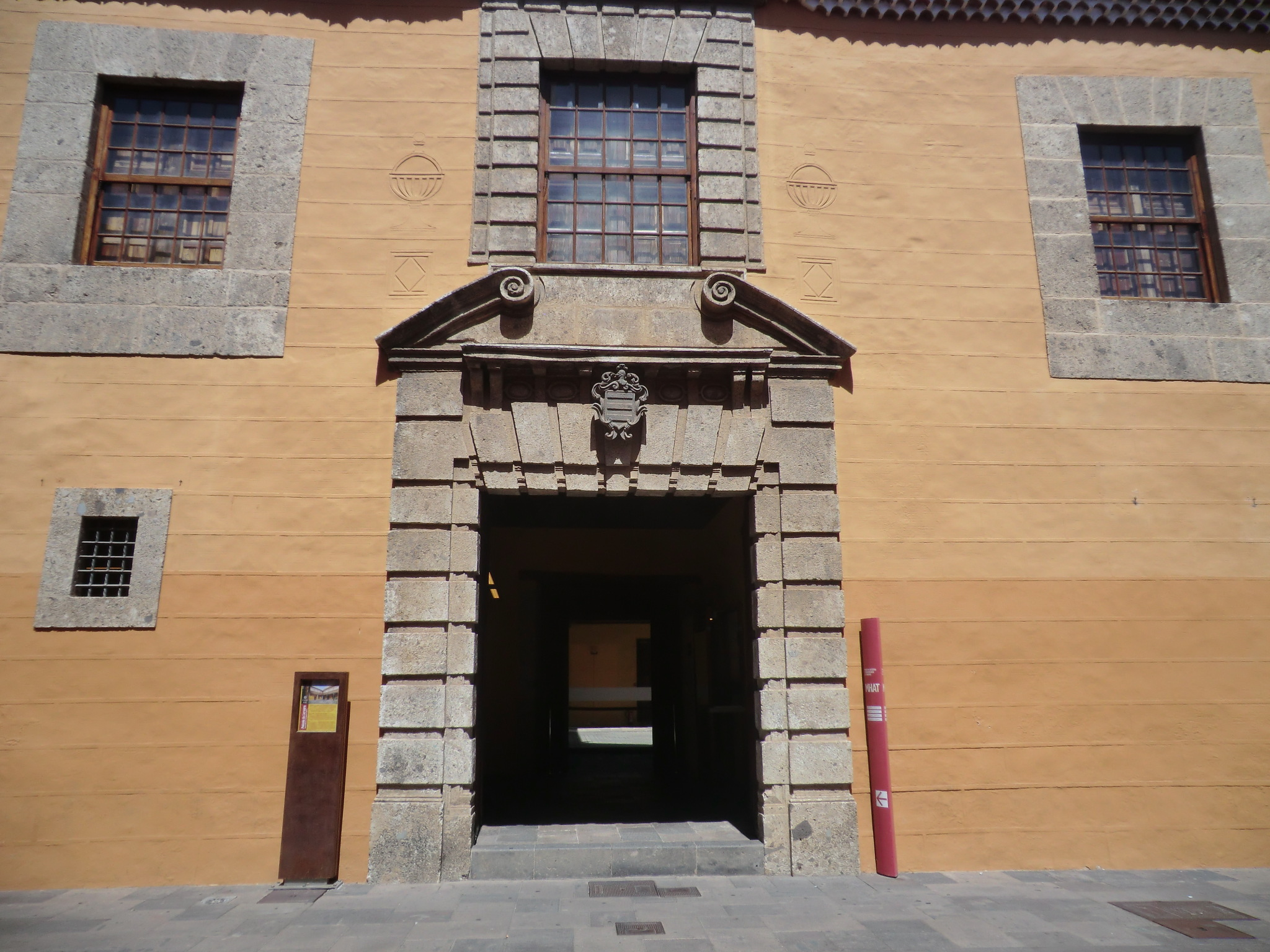
Palacio Lercaro, actuellement le musée de l'Histoire de Tenerife.

En Espagne, se dresse le fantôme de Catalina Lercaro. Elle était une jeune femme du XVIe siècle qui vivait dans la ville de San Cristobal de La Laguna à Tenerife. Elle appartenait à une famille de marchands génois riches.
Catalina, est forcée d'épouser un homme plus âgé qu'elle, qui jouit d'une bonne position. De désespoir, la jeune Catalina se tue en sautant dans un puits se trouvant dans la cour de la maison. Son corps est enterré sous le plancher d'une chambre dans la maison en raison du refus de l'Église catholique de l'enterrer dans le cimetière à cause de son suicide.
Depuis, de nombreuses personnes affirment avoir vu le fantôme de Catalina Lercaro se promener à travers la maison, actuellement le musée de l'Histoire de Tenerife.

## Dans la culture populaire

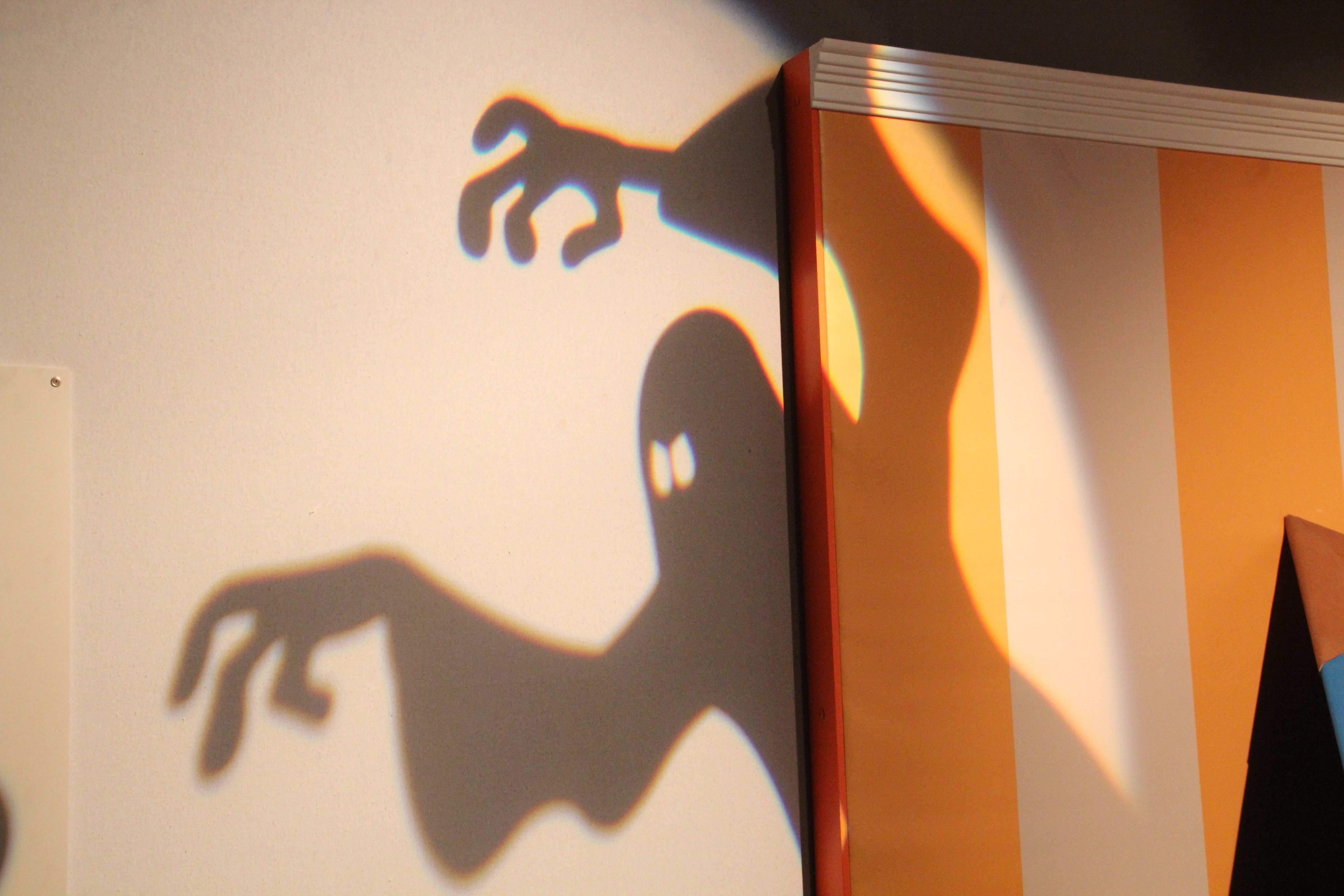
Apparition fantomatique lors du Festival d'Angoulême 2013.

### Littérature
Le thème du fantôme, et ses nombreux dérivés, a donné lieu à une si abondante littérature qu'il serait vain de tenter d'en établir une liste. En dehors des innombrables recueils « d'histoires de fantômes », et des essais ou études sur ce sujet, partiellement listés dans la bibliographie, on peut relever parmi les textes classiques d'écrivains célèbres :

#### Ouvrages
- L’Odyssée (fin du VIIIe siècle av. J.-C.) d'Homère.
- Le Château d'Otrante (1764) de Horace Walpole.
- La Vieille Fille blanche (1835) de Nathaniel Hawthorne.
- L’Homme au spectre (1848) de Charles Dickens.
- Le Fantôme de madame Crowl (1870) de Sheridan Le Fanu.

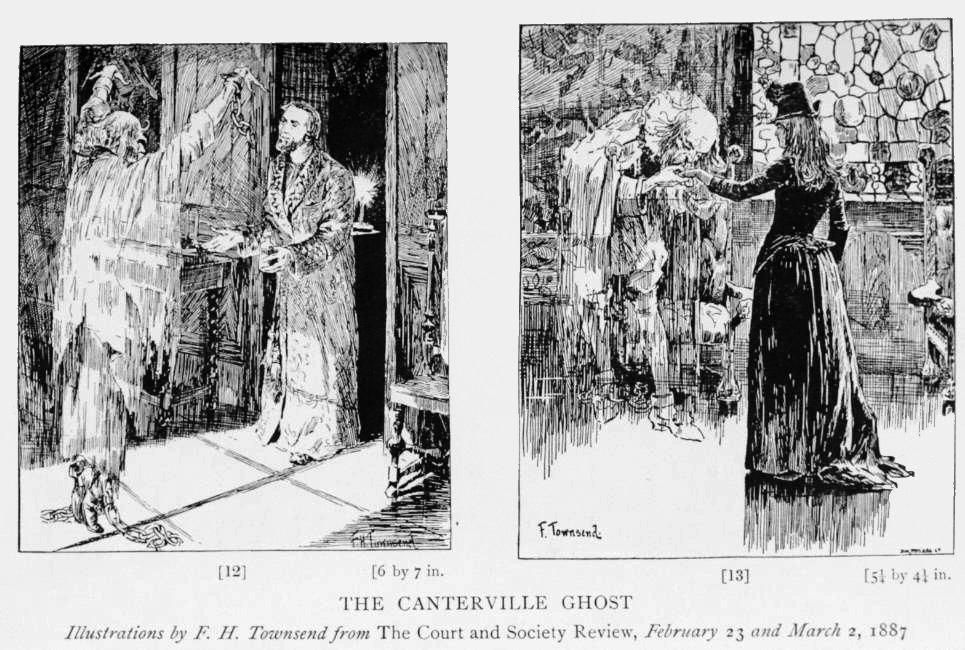
Illustration d'un exemplaire de 1914 du Fantôme de Canterville d'Oscar Wilde.

- Le Fantôme de Canterville (1887) d'Oscar Wilde.
- Le Château des Carpathes (1892) de Jules Verne.
- Le Tour d'écrou (1898) d'Henry James.
- Le Fantôme de l'Opéra (1910) de Gaston Leroux.
- Maison hantée (1959) de Shirley Jackson.

#### Contes et nouvelles
- Vision de Charles XI (1829) de Prosper Mérimée.
- La Dame de pique (1833) d'Alexandre Pouchkine.
- Un chant de Noël (1843) de Charles Dickens.
- La Petite Fille aux allumettes (1845) de Hans Christian Andersen.
- Mille et Un Fantômes (1849) d'Alexandre Dumas (recueil de nouvelles).
- Spirite (1865) de Théophile Gautier.
- Véra (1874) d'Auguste de Villiers de L'Isle-Adam.
- Apparition (1883) de Guy de Maupassant.
- La Légion perdue (1893) de Rudyard Kipling.
- Angeline ou la Maison hantée (1898) d'Émile Zola.
- Cher Fantôme (1957) de Robert Bloch.
- Le Petit Fantôme (1965) de Thomas Owen.

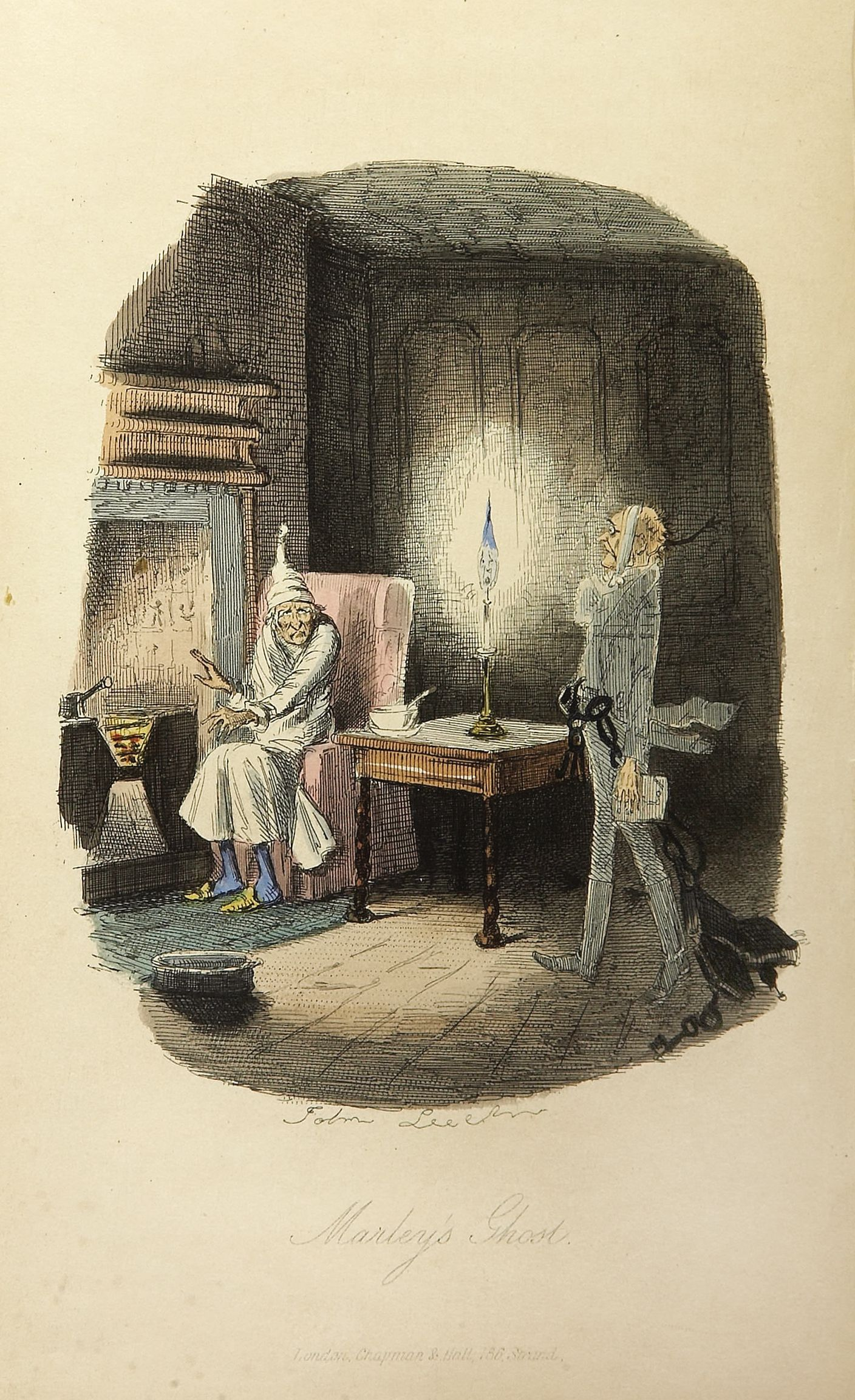
Scrooge et le fantôme de Marley, dans le conte de Charles Dickens Un chant de Noël..
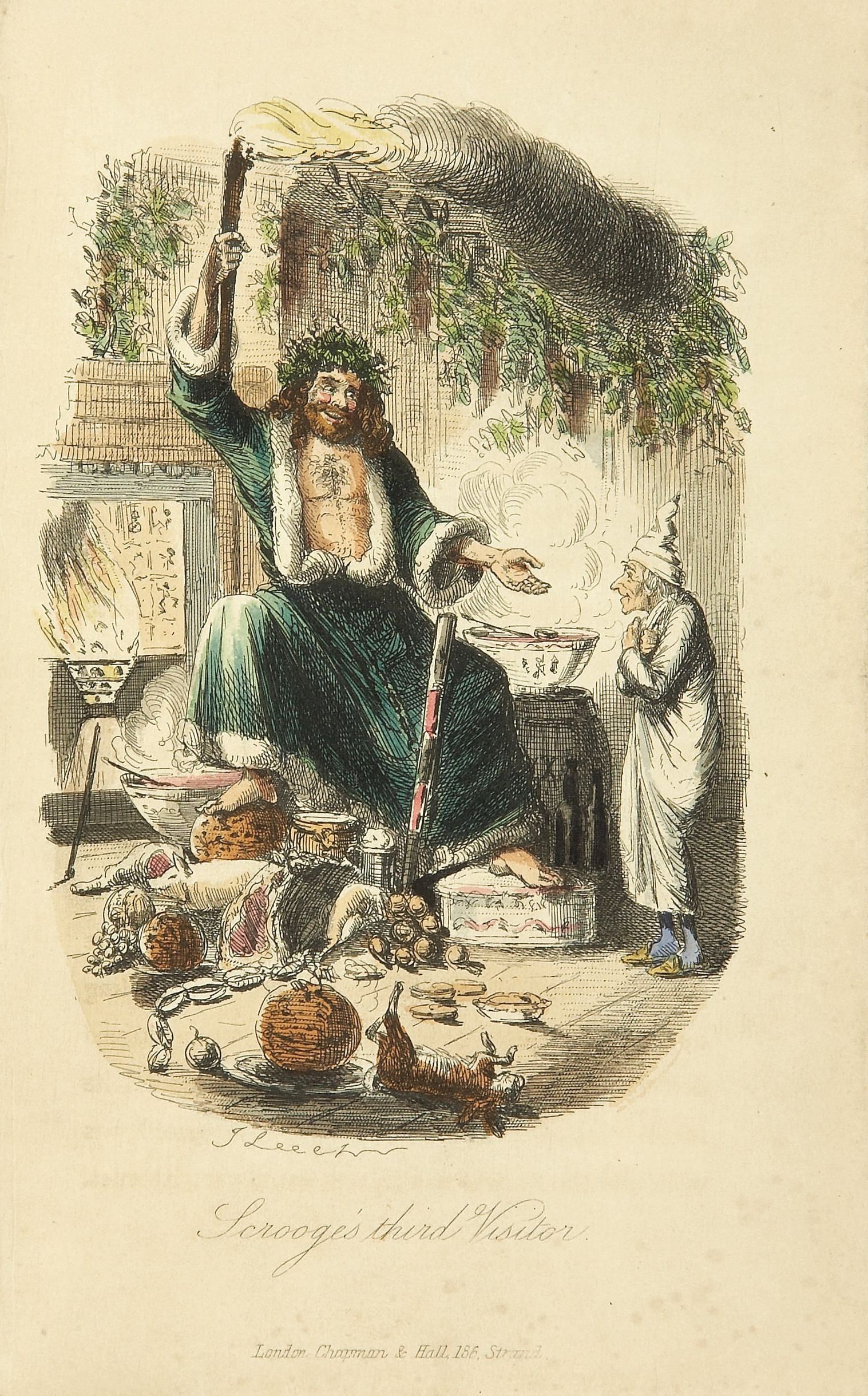
Scrooge et le fantôme des Noëls présents, dans le conte de Charles Dickens Un chant de Noël..
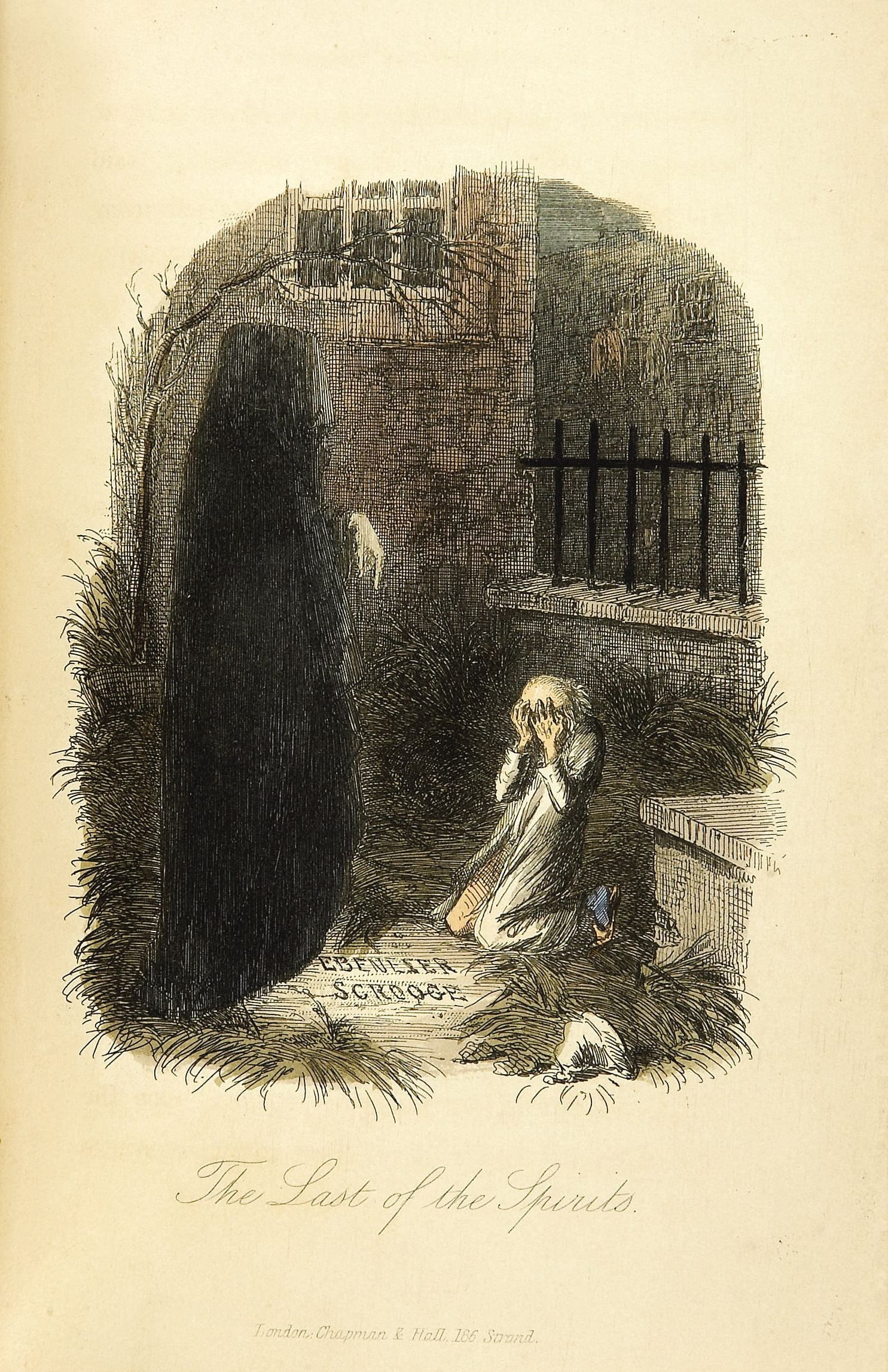
Scrooge et le fantôme des Noëls futurs, dans le conte de Charles Dickens Un chant de Noël..

### Théâtre
- Les Perses (-472) d'Eschyle.
- Macbeth (1606) de William Shakespeare.
- Hamlet (1603) de William Shakespeare.
- Dom Juan ou le Festin de pierre (1665) de Molière.

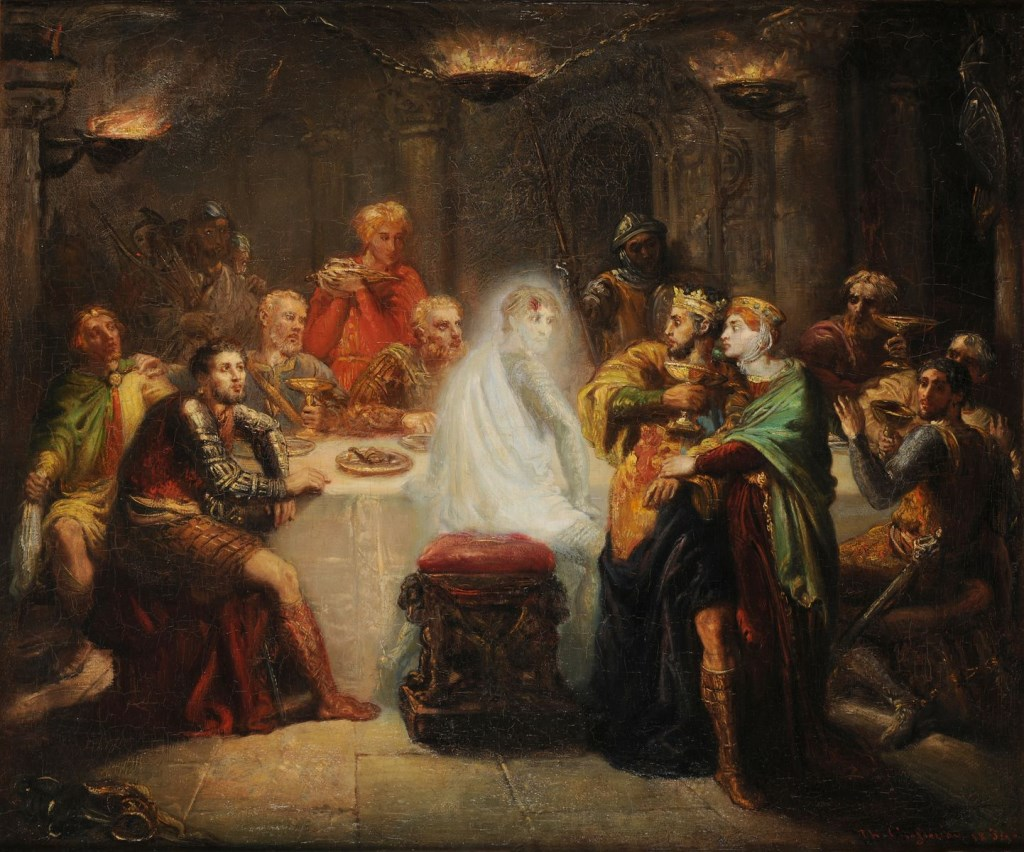
Le spectre de Banquo s'invite à dîner dans Macbeth de Shakespeare (acte III scène 4).
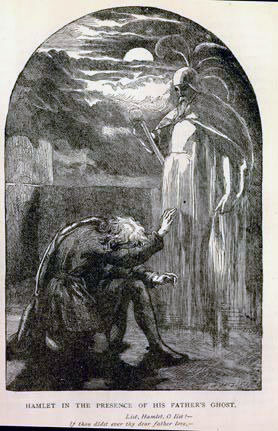
Hamlet face au fantôme de son père.
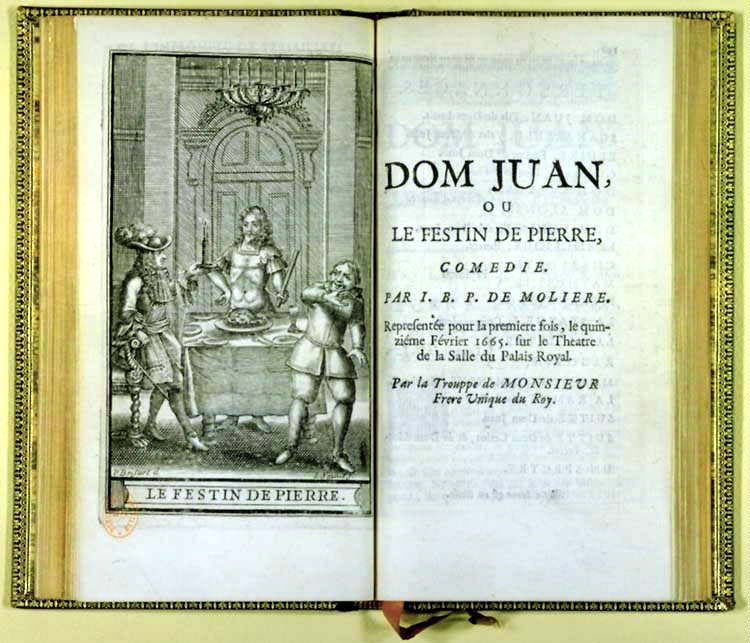
Gravure illustrant Dom Juan ou le Festin de pierre de Molière publié en 1682.

### Opéras
- Don Giovanni (1787) de Wolfgang Amadeus Mozart et Lorenzo da Ponte.
- La Dame blanche (opéra-comique) (1825) de François Adrien Boieldieu.
- Le Vaisseau fantôme (1843) de Richard Wagner.
- La Dame de pique (1890) de Tchaïkovski, d'après la nouvelle de Pouchkine.
- Lady Macbeth du district de Mtsensk (1934) de Dmitri Chostakovitch.
- Hamlet (1868) de Ambroise Thomas.
- Macbeth (1847) de Giuseppe Verdi.

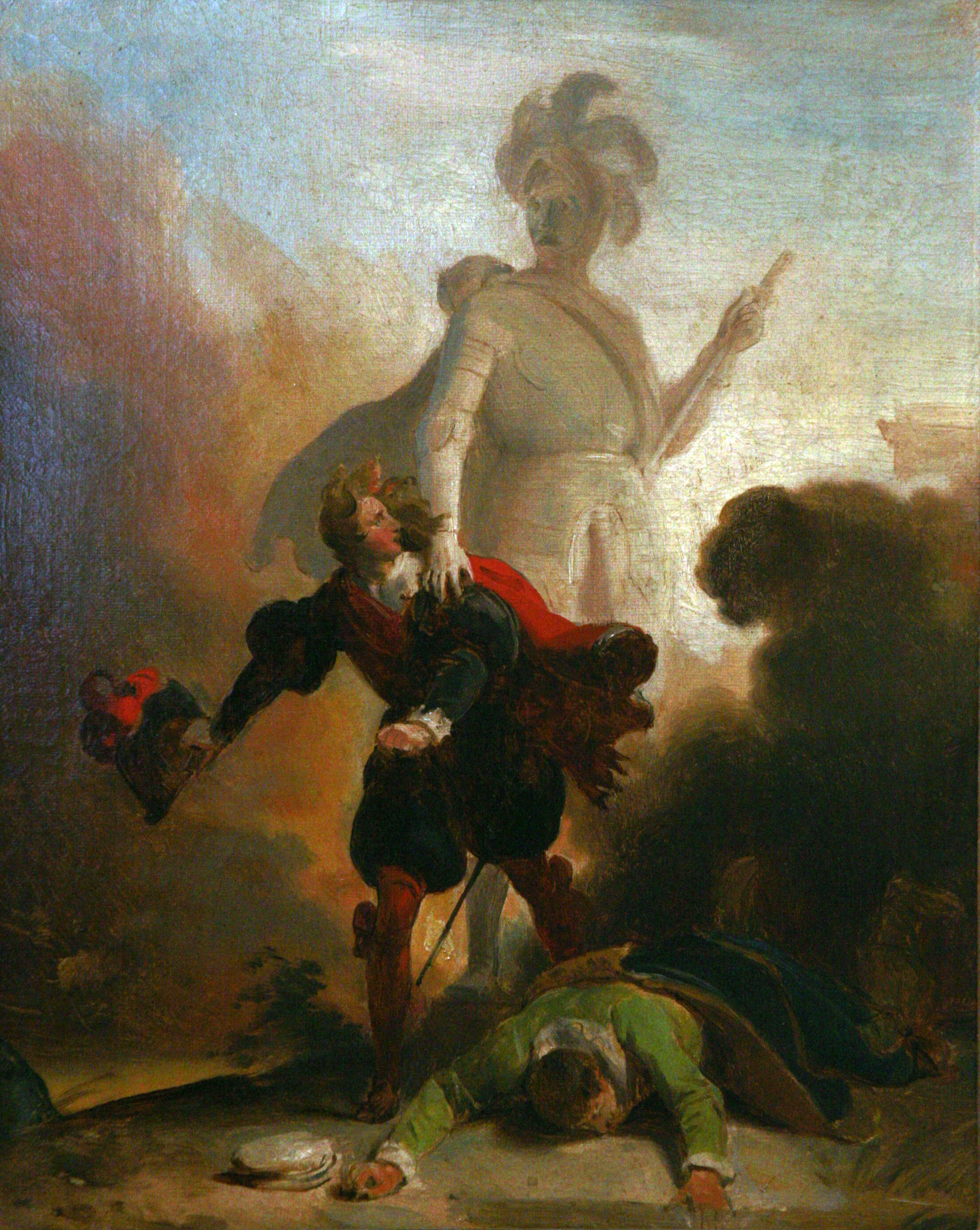
Don Juan et la statue du commandeur par Fragonard.
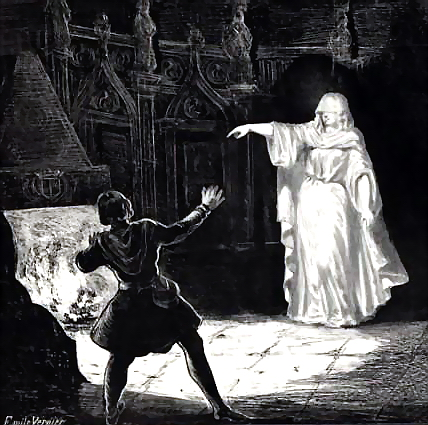
Apparition de la dame blanche dans l'opéra-comique de Boieldieu.
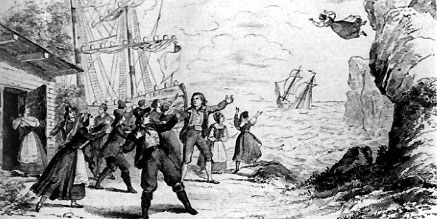
Illustration de la première représentation du Vaisseau fantôme à Dresde en 1883.

### Films
Les fantômes ont toujours représenté un thème particulièrement riche, que Georges Méliès mettait en scène, dès 1896, avec l'apparition de trois spectres dans son film Le Manoir du diable. Progressivement, les personnages de fantômes s'affranchirent du genre fantastique pour gagner des œuvres plus romantiques ou légères, telles que L'Aventure de madame Muir ou la comédie populaire SOS Fantômes.
Selon une étude américaine, le nombre de productions reprenant ce thème n'a cessé de croître depuis les années 1960, aidées en cela par les facilités offertes par le développement des effets spéciaux et des images de synthèse.

### Séries télévisées
- La Maison de Personne (Nobody's House, 1976)
- SOS Fantômes (1986-1992)
- Ghost Adventures
- Les Traqueurs de fantômes (Ghost Hunters en anglais)
- R.I.P[168],[169]
- Chair de poule (1995-1998)
- Charmed (1995-2006)
- Angel (1999-2004)
- Haunted (2002)
- Hantise (2002–2007)
- Dead Like Me (2003-2004)
- Danny Fantôme (2004-2007)
- Ghost Whisperer (2005)
- Médium (2005)
- Afterlife (2005-2006)
- Supernatural (2005-)
- Being Human (2011-)
- American Horror Story (2011-)
- The Hauting (2018-2020)

### Séries Web
- Chasseur de fantômes (GussDx, 2014-)